# Danh sách thí sinh tham gia Girls Planet 999
Girls Planet 999 là một chương trình truyền hình thực tế của Hàn Quốc, nơi các thực tập sinh từ Trung Quốc, Nhật Bản và Hàn Quốc cạnh tranh để ra mắt trong một nhóm nhạc nữ chín thành viên. 99 thí sinh tạo thành ba nhóm lớn, bao gồm 33 thí sinh đến từ mỗi quốc tịch. Sau tập cuối cùng, 9 thí sinh cuối cùng đã được chọn ra mắt với tư cách là thành viên của nhóm nhạc nữ Kep1er.

## Danh sách thí sinh
Tên chuyển tự Latinh được công bố trên trang web chính thức.
Chú thích màu:
| Công ty quản lý                            | Thí sinh               | Thí sinh                       | Tuổi | Bảng xếp hạng | Bảng xếp hạng | Bảng xếp hạng  | Bảng xếp hạng | Bảng xếp hạng | Bảng xếp hạng | Bảng xếp hạng  | Bảng xếp hạng | Bảng xếp hạng | Bảng xếp hạng | Bảng xếp hạng                    | Bảng xếp hạng                    | Bảng xếp hạng                    | Bảng xếp hạng                    | Bảng xếp hạng                    | Bảng xếp hạng                    | Bảng xếp hạng                    | Bảng xếp hạng                    | Bảng xếp hạng                    | Bảng xếp hạng                    | Bảng xếp hạng                    | Bảng xếp hạng                    | Bảng xếp hạng                    | Bảng xếp hạng                    | Bảng xếp hạng                    | Bảng xếp hạng                    | Bảng xếp hạng |
| Công ty quản lý                            | Thí sinh               | Thí sinh                       | Tuổi | Tập 1 - 2     | Tập 3         | Tập 3          | Tập 3         | Tập 3         | Tập 5         | Tập 5          | Tập 5         | Tập 5         | Tập 5         | Tập 5                            | Tập 5                            | Tập 5                            | Tập 8                            | Tập 8                            | Tập 8                            | Tập 8                            | Tập 9                            | Tập 11                           | Tập 11                           | Tập 11                           | Tập 11                           | <9IRLS NI9HT A9IT> Special Live  | Tập 12                           | Tập 12                           | Tập 12                           | Chung kết     |
| Công ty quản lý                            | Thí sinh               | Thí sinh                       | Tuổi | Cá nhân       | Cell          | Cell           | Cell          | Cell          | Cell          | Cell           | Cell          | Cell          | Cá nhân       | Cá nhân                          | Cá nhân                          | Cá nhân                          | Cá nhân                          | Cá nhân                          | Cá nhân                          | Cá nhân                          | Cá nhân                          | Cá nhân                          | Cá nhân                          | Cá nhân                          | Cá nhân                          | Cá nhân                          | Cá nhân                          | Cá nhân                          | Cá nhân                          | Cá nhân       |
| Công ty quản lý                            | Thí sinh               | Thí sinh                       | Tuổi | #             | #             | Bình chọn      | Bình chọn     | Phiếu         | #             | Bình chọn      | Bình chọn     | Phiếu         | #             | Bình chọn                        | Bình chọn                        | Phiếu                            | #                                | Bình chọn                        | Bình chọn                        | Phiếu                            | #                                | #                                | Bình chọn                        | Bình chọn                        | Phiếu                            | #                                | #                                | Bình chọn                        | Phiếu                            | #             |
| Công ty quản lý                            | Latinh                 | Hangul                         | Tuổi | #             | #             | Hàn Quốc (50%) | Quốc tế (50%) | Phiếu         | #             | Hàn Quốc (50%) | Quốc tế (50%) | Phiếu         | #             | Hàn Quốc (50%)                   | Quốc tế (50%)                    | Phiếu                            | #                                | Hàn Quốc (50%)                   | Quốc tế (50%)                    | Phiếu                            | #                                | #                                | Hàn Quốc (50%)                   | Quốc tế (50%)                    | Phiếu                            | #                                | #                                | Bình chọn                        | Phiếu                            | #             |
| Công ty quản lý                            | Latinh                 | Hanja Hangul                   | Tuổi | #             | #             | Hàn Quốc (50%) | Quốc tế (50%) | Phiếu         | #             | Hàn Quốc (50%) | Quốc tế (50%) | Phiếu         | #             | Hàn Quốc (50%)                   | Quốc tế (50%)                    | Phiếu                            | #                                | Hàn Quốc (50%)                   | Quốc tế (50%)                    | Phiếu                            | #                                | #                                | Hàn Quốc (50%)                   | Quốc tế (50%)                    | Phiếu                            | #                                | #                                | Bình chọn                        | Phiếu                            | #             |
| Công ty quản lý                            | Latinh                 | Kanji Hangul                   | Tuổi | #             | #             | Hàn Quốc (50%) | Quốc tế (50%) | Phiếu         | #             | Hàn Quốc (50%) | Quốc tế (50%) | Phiếu         | #             | Hàn Quốc (50%)                   | Quốc tế (50%)                    | Phiếu                            | #                                | Hàn Quốc (50%)                   | Quốc tế (50%)                    | Phiếu                            | #                                | #                                | Hàn Quốc (50%)                   | Quốc tế (50%)                    | Phiếu                            | #                                | #                                | Bình chọn                        | Phiếu                            | #             |
| ------------------------------------------ | ---------------------- | ------------------------------ | ---- | ------------- | ------------- | -------------- | ------------- | ------------- | ------------- | -------------- | ------------- | ------------- | ------------- | -------------------------------- | -------------------------------- | -------------------------------- | -------------------------------- | -------------------------------- | -------------------------------- | -------------------------------- | -------------------------------- | -------------------------------- | -------------------------------- | -------------------------------- | -------------------------------- | -------------------------------- | -------------------------------- | -------------------------------- | -------------------------------- | ------------- |
| K-Group                                    |                        |                                |      |               |               |                |               |               |               |                |               |               |               |                                  |                                  |                                  |                                  |                                  |                                  |                                  |                                  |                                  |                                  |                                  |                                  |                                  |                                  |                                  |                                  |               |
| TOP Media (티오피미디어)                   | An Jeongmin            | 안정민                         | 17   | K30           | 12            | 15,166         | 49,660        | 156,942       | 15            | 35,369         | 130,317       | 392,201       | K17           | —                                | —                                | —                                | K13                              | Bị loại ở vòng loại trừ thứ hai  | Bị loại ở vòng loại trừ thứ hai  | Bị loại ở vòng loại trừ thứ hai  | Bị loại ở vòng loại trừ thứ hai  | Bị loại ở vòng loại trừ thứ hai  | Bị loại ở vòng loại trừ thứ hai  | Bị loại ở vòng loại trừ thứ hai  | Bị loại ở vòng loại trừ thứ hai  | Bị loại ở vòng loại trừ thứ hai  | Bị loại ở vòng loại trừ thứ hai  | Bị loại ở vòng loại trừ thứ hai  | Bị loại ở vòng loại trừ thứ hai  | K13           |
| Wake One Entertainment (웨이크원)          | Cho Haeun              | 조하은                         | 17   | K31           | 30            | 2,326          | 8,909         | 25,599        | 33            | —              | —             | —             | K32           | Bị loại ở vòng loại trừ thứ nhất | Bị loại ở vòng loại trừ thứ nhất | Bị loại ở vòng loại trừ thứ nhất | Bị loại ở vòng loại trừ thứ nhất | Bị loại ở vòng loại trừ thứ nhất | Bị loại ở vòng loại trừ thứ nhất | Bị loại ở vòng loại trừ thứ nhất | Bị loại ở vòng loại trừ thứ nhất | Bị loại ở vòng loại trừ thứ nhất | Bị loại ở vòng loại trừ thứ nhất | Bị loại ở vòng loại trừ thứ nhất | Bị loại ở vòng loại trừ thứ nhất | Bị loại ở vòng loại trừ thứ nhất | Bị loại ở vòng loại trừ thứ nhất | Bị loại ở vòng loại trừ thứ nhất | Bị loại ở vòng loại trừ thứ nhất | K32           |
| MNH Entertainment                          | Choi Hyerin            | 최혜린                         | 18   | K15           | 27            | 2,417          | 11,051        | 28,721        | 30            | —              | —             | —             | K27           | Bị loại ở vòng loại trừ thứ nhất | Bị loại ở vòng loại trừ thứ nhất | Bị loại ở vòng loại trừ thứ nhất | Bị loại ở vòng loại trừ thứ nhất | Bị loại ở vòng loại trừ thứ nhất | Bị loại ở vòng loại trừ thứ nhất | Bị loại ở vòng loại trừ thứ nhất | Bị loại ở vòng loại trừ thứ nhất | Bị loại ở vòng loại trừ thứ nhất | Bị loại ở vòng loại trừ thứ nhất | Bị loại ở vòng loại trừ thứ nhất | Bị loại ở vòng loại trừ thứ nhất | Bị loại ở vòng loại trừ thứ nhất | Bị loại ở vòng loại trừ thứ nhất | Bị loại ở vòng loại trừ thứ nhất | Bị loại ở vòng loại trừ thứ nhất | K27           |
| Blockberry Creative (블록베리크리에이티브) | Choi Yeyoung           | 최예영                         | 21   | K02           | 10            | 17,384         | 82,073        | 209,637       | 10            | 38,520         | 196,320       | 490,970       | K13           | —                                | —                                | —                                | K17                              | Bị loại ở vòng loại trừ thứ hai  | Bị loại ở vòng loại trừ thứ hai  | Bị loại ở vòng loại trừ thứ hai  | Bị loại ở vòng loại trừ thứ hai  | Bị loại ở vòng loại trừ thứ hai  | Bị loại ở vòng loại trừ thứ hai  | Bị loại ở vòng loại trừ thứ hai  | Bị loại ở vòng loại trừ thứ hai  | Bị loại ở vòng loại trừ thứ hai  | Bị loại ở vòng loại trừ thứ hai  | Bị loại ở vòng loại trừ thứ hai  | Bị loại ở vòng loại trừ thứ hai  | K17           |
| Cube Entertainment (큐브)                  | Choi Yujin             | 최유진                         | 24   | K06 (P7)      | 1             | 98,608         | 583,713       | 1,328,882     | 1             | 212,454        | 1,271,738     | 2,929,629     | K01 (P4)      | 218,207                          | 1,400,513                        | 3,119,661                        | K01 (P5)                         | 172,398                          | 1,413,857                        | 3,173,040                        | K02 (P6)                         | K02 (P5)                         | 79,908                           | 810,873                          | 1,747,716                        | K02 (P2)                         | K03 (P3)                         | 428,967                          | 915,722                          | K03           |
| TOP Media (티오피미디어)                   | Guinn Myah             | 귄마야                         | 15   | K27           | 16            | 9,915          | 45,059        | 117,496       | 11            | 39,539         | 185,866       | 485,596       | K09           | —                                | —                                | —                                | K06 (P17)                        | 100,559                          | 805,831                          | 1,803,320                        | K09 (P24)                        | K09 (P25)                        | —                                | —                                | —                                | K08 (P8)                         | K08 (P11)                        | 189,498                          | 625,722                          | K08           |
| Thực tập sinh tự do                        | Han Dana               | 한다나                         | 19   | K16           | 31            | 2,289          | 8,076         | 24,374        | 32            | —              | —             | —             | K33           | Bị loại ở vòng loại trừ thứ nhất | Bị loại ở vòng loại trừ thứ nhất | Bị loại ở vòng loại trừ thứ nhất | Bị loại ở vòng loại trừ thứ nhất | Bị loại ở vòng loại trừ thứ nhất | Bị loại ở vòng loại trừ thứ nhất | Bị loại ở vòng loại trừ thứ nhất | Bị loại ở vòng loại trừ thứ nhất | Bị loại ở vòng loại trừ thứ nhất | Bị loại ở vòng loại trừ thứ nhất | Bị loại ở vòng loại trừ thứ nhất | Bị loại ở vòng loại trừ thứ nhất | Bị loại ở vòng loại trừ thứ nhất | Bị loại ở vòng loại trừ thứ nhất | Bị loại ở vòng loại trừ thứ nhất | Bị loại ở vòng loại trừ thứ nhất | K33           |
| Play M Entertainment (플레이엠)            | Huening Bahiyyih       | 휴닝바히에                     | 17   | K26           | 5             | 40,800         | 228,763       | 534,755       | 7             | 74,346         | 445,608       | 1,025,869     | K06           | —                                | —                                | —                                | K08 (P24)                        | 74,416                           | 745,996                          | 1,503,092                        | K06 (P13)                        | K06 (P13)                        | 52,650                           | 584,860                          | 1,238,862                        | K05 (P5)                         | K02 (P2)                         | 525,465                          | 923,567                          | K02           |
| FNC Entertainment                          | Huh Jiwon              | 허지원                         | 20   | K11           | 13            | 11,871         | 67,410        | 156,595       | 12            | 36,570         | 187,554       | 467,491       | K11           | —                                | —                                | —                                | K16                              | Bị loại ở vòng loại trừ thứ hai  | Bị loại ở vòng loại trừ thứ hai  | Bị loại ở vòng loại trừ thứ hai  | Bị loại ở vòng loại trừ thứ hai  | Bị loại ở vòng loại trừ thứ hai  | Bị loại ở vòng loại trừ thứ hai  | Bị loại ở vòng loại trừ thứ hai  | Bị loại ở vòng loại trừ thứ hai  | Bị loại ở vòng loại trừ thứ hai  | Bị loại ở vòng loại trừ thứ hai  | Bị loại ở vòng loại trừ thứ hai  | Bị loại ở vòng loại trừ thứ hai  | K16           |
| Thực tập sinh tự do                        | Jeong Jiyoon           | 정지윤                         | 20   | K05 (P5)      | 3             | 56,527         | 591,510       | 1,065,592     | 3             | 100,869        | 1,164,252     | 2,048,599     | K15           | —                                | —                                | —                                | K12                              | Bị loại ở vòng loại trừ thứ hai  | Bị loại ở vòng loại trừ thứ hai  | Bị loại ở vòng loại trừ thứ hai  | Bị loại ở vòng loại trừ thứ hai  | Bị loại ở vòng loại trừ thứ hai  | Bị loại ở vòng loại trừ thứ hai  | Bị loại ở vòng loại trừ thứ hai  | Bị loại ở vòng loại trừ thứ hai  | Bị loại ở vòng loại trừ thứ hai  | Bị loại ở vòng loại trừ thứ hai  | Bị loại ở vòng loại trừ thứ hai  | Bị loại ở vòng loại trừ thứ hai  | K12           |
| Blockberry Creative (블록베리크리에이티브) | Joung Min              | 정민                           | 17   | K25           | 20            | 4,924          | 25,605        | 62,168        | 23            | —              | —             | —             | K30           | Bị loại ở vòng loại trừ thứ nhất | Bị loại ở vòng loại trừ thứ nhất | Bị loại ở vòng loại trừ thứ nhất | Bị loại ở vòng loại trừ thứ nhất | Bị loại ở vòng loại trừ thứ nhất | Bị loại ở vòng loại trừ thứ nhất | Bị loại ở vòng loại trừ thứ nhất | Bị loại ở vòng loại trừ thứ nhất | Bị loại ở vòng loại trừ thứ nhất | Bị loại ở vòng loại trừ thứ nhất | Bị loại ở vòng loại trừ thứ nhất | Bị loại ở vòng loại trừ thứ nhất | Bị loại ở vòng loại trừ thứ nhất | Bị loại ở vòng loại trừ thứ nhất | Bị loại ở vòng loại trừ thứ nhất | Bị loại ở vòng loại trừ thứ nhất | K30           |
| 143 Entertainment                          | Kang Yeseo             | 강예서                         | 15   | K13 (P2)      | 4             | 67,700         | 342,340       | 843,274       | 4             | 144,221        | 798,637       | 1,912,854     | K02 (P8)      | 128,658                          | 744,635                          | 1,744,198                        | K04 (P12)                        | 124,063                          | 1,176,803                        | 2,475,538                        | K04 (P11)                        | K05 (P12)                        | 55,606                           | 649,427                          | 1,248,877                        | K06 (P6)                         | K06 (P6)                         | 320,312                          | 770,561                          | K06           |
| FNC Entertainment                          | Kim Bora               | 김보라                         | 22   | K03           | 19            | 7,668          | 42,916        | 100,410       | 16            | 26,253         | 175,610       | 383,678       | K12           | —                                | —                                | —                                | K07 (P21)                        | 76,539                           | 870,835                          | 1,662,629                        | K08 (P21)                        | K07 (P15)                        | 42,821                           | 555,092                          | 1,023,271                        | K09 (P11)                        | K09 (P15)                        | 208,375                          | 503,773                          | K09           |
| Wake One Entertainment (웨이크원)          | Kim Chaehyun           | 김채현                         | 19   | K23           | 7             | 37,617         | 90,870        | 351,067       | 5             | 114,143        | 325,323       | 1,153,957     | K03 (P9)      | 142,258                          | 632,422                          | 1,704,528                        | K02 (P9)                         | 167,558                          | 1,041,887                        | 2,665,915                        | K03 (P8)                         | K04 (P11)                        | 81,679                           | 484,151                          | 1,308,669                        | K01 (P1)                         | K01 (P1)                         | 363,623                          | 1,081,182                        | K01           |
| Jellyfish Entertainment (젤리피쉬)         | Kim Dayeon             | 김다연                         | 18   | K01           | 9             | 23,793         | 58,366        | 223,105       | 9             | 60,699         | 152,224       | 589,272       | K07           | —                                | —                                | —                                | K03 (P10)                        | 174,170                          | 944,347                          | 2,614,923                        | K01 (P2)                         | K01 (P2)                         | 166,497                          | 743,967                          | 2,395,726                        | K03 (P3)                         | K04 (P4)                         | 219,125                          | 885,286                          | K04           |
| FENT (에프이엔티)                          | Kim Doah               | 김도아                         | 17   | K09           | 6             | 38,821         | 212,480       | 502,682       | 6             | 85,568         | 473,167       | 1,134,128     | K05           | —                                | —                                | —                                | K09                              | Bị loại ở vòng loại trừ thứ hai  | Bị loại ở vòng loại trừ thứ hai  | Bị loại ở vòng loại trừ thứ hai  | Bị loại ở vòng loại trừ thứ hai  | Bị loại ở vòng loại trừ thứ hai  | Bị loại ở vòng loại trừ thứ hai  | Bị loại ở vòng loại trừ thứ hai  | Bị loại ở vòng loại trừ thứ hai  | Bị loại ở vòng loại trừ thứ hai  | Bị loại ở vòng loại trừ thứ hai  | Bị loại ở vòng loại trừ thứ hai  | Bị loại ở vòng loại trừ thứ hai  | K10           |
| Thực tập sinh tự do                        | Kim Hyerim             | 김혜림                         | 22   | K04           | 22            | 3,960          | 22,367        | 52,096        | 20            | —              | —             | —             | K20           | —                                | —                                | —                                | K15                              | Bị loại ở vòng loại trừ thứ hai  | Bị loại ở vòng loại trừ thứ hai  | Bị loại ở vòng loại trừ thứ hai  | Bị loại ở vòng loại trừ thứ hai  | Bị loại ở vòng loại trừ thứ hai  | Bị loại ở vòng loại trừ thứ hai  | Bị loại ở vòng loại trừ thứ hai  | Bị loại ở vòng loại trừ thứ hai  | Bị loại ở vòng loại trừ thứ hai  | Bị loại ở vòng loại trừ thứ hai  | Bị loại ở vòng loại trừ thứ hai  | Bị loại ở vòng loại trừ thứ hai  | K15           |
| Thực tập sinh tự do                        | Kim Sein               | 김세인                         | 16   | K24           | 17            | 7,159          | 54,393        | 110,687       | 18            | —              | —             | —             | K19           | Bị loại ở vòng loại trừ thứ nhất | Bị loại ở vòng loại trừ thứ nhất | Bị loại ở vòng loại trừ thứ nhất | Bị loại ở vòng loại trừ thứ nhất | Bị loại ở vòng loại trừ thứ nhất | Bị loại ở vòng loại trừ thứ nhất | Bị loại ở vòng loại trừ thứ nhất | Bị loại ở vòng loại trừ thứ nhất | Bị loại ở vòng loại trừ thứ nhất | Bị loại ở vòng loại trừ thứ nhất | Bị loại ở vòng loại trừ thứ nhất | Bị loại ở vòng loại trừ thứ nhất | Bị loại ở vòng loại trừ thứ nhất | Bị loại ở vòng loại trừ thứ nhất | Bị loại ở vòng loại trừ thứ nhất | Bị loại ở vòng loại trừ thứ nhất | K20           |
| Mystic Story (미스틱스토리)                | Kim Suyeon             | 김수연                         | 18   | K19           | 8             | 22,857         | 117,004       | 286,390       | 8             | 46,266         | 279,300       | 640,747       | K08           | —                                | —                                | —                                | K10                              | —                                | —                                | —                                | K07 (P20)                        | K08 (P17)                        | 61,544                           | 367,765                          | 989,381                          | K07 (P7)                         | K07 (P10)                        | 222,026                          | 650,790                          | K07           |
| Fantagio (판타지오)                        | Kim Yeeun              | 김예은                         | 16   | K32           | 28            | 2,401          | 10,456        | 27,914        | 25            | —              | —             | —             | K25           | Bị loại ở vòng loại trừ thứ nhất | Bị loại ở vòng loại trừ thứ nhất | Bị loại ở vòng loại trừ thứ nhất | Bị loại ở vòng loại trừ thứ nhất | Bị loại ở vòng loại trừ thứ nhất | Bị loại ở vòng loại trừ thứ nhất | Bị loại ở vòng loại trừ thứ nhất | Bị loại ở vòng loại trừ thứ nhất | Bị loại ở vòng loại trừ thứ nhất | Bị loại ở vòng loại trừ thứ nhất | Bị loại ở vòng loại trừ thứ nhất | Bị loại ở vòng loại trừ thứ nhất | Bị loại ở vòng loại trừ thứ nhất | Bị loại ở vòng loại trừ thứ nhất | Bị loại ở vòng loại trừ thứ nhất | Bị loại ở vòng loại trừ thứ nhất | K25           |
| Thực tập sinh tự do                        | Kim Yubin              | 김유빈                         | 22   | K29           | 32            | 1,662          | 9,526         | 22,029        | 31            | —              | —             | —             | K31           | Bị loại ở vòng loại trừ thứ nhất | Bị loại ở vòng loại trừ thứ nhất | Bị loại ở vòng loại trừ thứ nhất | Bị loại ở vòng loại trừ thứ nhất | Bị loại ở vòng loại trừ thứ nhất | Bị loại ở vòng loại trừ thứ nhất | Bị loại ở vòng loại trừ thứ nhất | Bị loại ở vòng loại trừ thứ nhất | Bị loại ở vòng loại trừ thứ nhất | Bị loại ở vòng loại trừ thứ nhất | Bị loại ở vòng loại trừ thứ nhất | Bị loại ở vòng loại trừ thứ nhất | Bị loại ở vòng loại trừ thứ nhất | Bị loại ở vòng loại trừ thứ nhất | Bị loại ở vòng loại trừ thứ nhất | Bị loại ở vòng loại trừ thứ nhất | K31           |
| FNC Entertainment                          | Lee Chaeyun            | 이채윤                         | 15   | K17           | 11            | 20,585         | 42,310        | 183,342       | 13            | 43,689         | 115,755       | 431,400       | K16           | —                                | —                                | —                                | K18                              | Bị loại ở vòng loại trừ thứ hai  | Bị loại ở vòng loại trừ thứ hai  | Bị loại ở vòng loại trừ thứ hai  | Bị loại ở vòng loại trừ thứ hai  | Bị loại ở vòng loại trừ thứ hai  | Bị loại ở vòng loại trừ thứ hai  | Bị loại ở vòng loại trừ thứ hai  | Bị loại ở vòng loại trừ thứ hai  | Bị loại ở vòng loại trừ thứ hai  | Bị loại ở vòng loại trừ thứ hai  | Bị loại ở vòng loại trừ thứ hai  | Bị loại ở vòng loại trừ thứ hai  | K18           |
| Beatmedia Entertainment (비트미디어)       | Lee Hyewon             | 이혜원                         | 16   | K08           | 14            | 14,751         | 45,119        | 148,979       | 14            | 36,345         | 148,100       | 419,671       | K18           | —                                | —                                | —                                | K14                              | Bị loại ở vòng loại trừ thứ hai  | Bị loại ở vòng loại trừ thứ hai  | Bị loại ở vòng loại trừ thứ hai  | Bị loại ở vòng loại trừ thứ hai  | Bị loại ở vòng loại trừ thứ hai  | Bị loại ở vòng loại trừ thứ hai  | Bị loại ở vòng loại trừ thứ hai  | Bị loại ở vòng loại trừ thứ hai  | Bị loại ở vòng loại trừ thứ hai  | Bị loại ở vòng loại trừ thứ hai  | Bị loại ở vòng loại trừ thứ hai  | Bị loại ở vòng loại trừ thứ hai  | K14           |
| FENT (에프이엔티)                          | Lee Rayeon             | 이나연                         | 19   | K18           | 25            | 2,825          | 13,777        | 34,587        | 27            | —              | —             | —             | K23           | Bị loại ở vòng loại trừ thứ nhất | Bị loại ở vòng loại trừ thứ nhất | Bị loại ở vòng loại trừ thứ nhất | Bị loại ở vòng loại trừ thứ nhất | Bị loại ở vòng loại trừ thứ nhất | Bị loại ở vòng loại trừ thứ nhất | Bị loại ở vòng loại trừ thứ nhất | Bị loại ở vòng loại trừ thứ nhất | Bị loại ở vòng loại trừ thứ nhất | Bị loại ở vòng loại trừ thứ nhất | Bị loại ở vòng loại trừ thứ nhất | Bị loại ở vòng loại trừ thứ nhất | Bị loại ở vòng loại trừ thứ nhất | Bị loại ở vòng loại trừ thứ nhất | Bị loại ở vòng loại trừ thứ nhất | Bị loại ở vòng loại trừ thứ nhất | K23           |
| Evermore Music (에버모어뮤직)              | Lee Sunwoo             | 이선우                         | 18   | K12           | 26            | 2,398          | 12,400        | 30,194        | 24            | —              | —             | —             | K24           | Bị loại ở vòng loại trừ thứ nhất | Bị loại ở vòng loại trừ thứ nhất | Bị loại ở vòng loại trừ thứ nhất | Bị loại ở vòng loại trừ thứ nhất | Bị loại ở vòng loại trừ thứ nhất | Bị loại ở vòng loại trừ thứ nhất | Bị loại ở vòng loại trừ thứ nhất | Bị loại ở vòng loại trừ thứ nhất | Bị loại ở vòng loại trừ thứ nhất | Bị loại ở vòng loại trừ thứ nhất | Bị loại ở vòng loại trừ thứ nhất | Bị loại ở vòng loại trừ thứ nhất | Bị loại ở vòng loại trừ thứ nhất | Bị loại ở vòng loại trừ thứ nhất | Bị loại ở vòng loại trừ thứ nhất | Bị loại ở vòng loại trừ thứ nhất | K24           |
| S2 Entertainment (에스투)                  | Lee Yeongyung          | 이연경                         | 18   | K33           | 24            | 2,798          | 19,066        | 40,667        | 21            | —              | —             | —             | K22           | Bị loại ở vòng loại trừ thứ nhất | Bị loại ở vòng loại trừ thứ nhất | Bị loại ở vòng loại trừ thứ nhất | Bị loại ở vòng loại trừ thứ nhất | Bị loại ở vòng loại trừ thứ nhất | Bị loại ở vòng loại trừ thứ nhất | Bị loại ở vòng loại trừ thứ nhất | Bị loại ở vòng loại trừ thứ nhất | Bị loại ở vòng loại trừ thứ nhất | Bị loại ở vòng loại trừ thứ nhất | Bị loại ở vòng loại trừ thứ nhất | Bị loại ở vòng loại trừ thứ nhất | Bị loại ở vòng loại trừ thứ nhất | Bị loại ở vòng loại trừ thứ nhất | Bị loại ở vòng loại trừ thứ nhất | Bị loại ở vòng loại trừ thứ nhất | K22           |
| Cube Entertainment (큐브)                  | Lee Yunji              | 이윤지                         | 19   | K07           | 29            | 1,844          | 13,482        | 27,886        | 26            | —              | —             | —             | K26           | Bị loại ở vòng loại trừ thứ nhất | Bị loại ở vòng loại trừ thứ nhất | Bị loại ở vòng loại trừ thứ nhất | Bị loại ở vòng loại trừ thứ nhất | Bị loại ở vòng loại trừ thứ nhất | Bị loại ở vòng loại trừ thứ nhất | Bị loại ở vòng loại trừ thứ nhất | Bị loại ở vòng loại trừ thứ nhất | Bị loại ở vòng loại trừ thứ nhất | Bị loại ở vòng loại trừ thứ nhất | Bị loại ở vòng loại trừ thứ nhất | Bị loại ở vòng loại trừ thứ nhất | Bị loại ở vòng loại trừ thứ nhất | Bị loại ở vòng loại trừ thứ nhất | Bị loại ở vòng loại trừ thứ nhất | Bị loại ở vòng loại trừ thứ nhất | K26           |
| Blockberry Creative (블록베리크리에이티브) | Ryu Sion               | 류시온                         | 20   | K21           | 33            | 1,984          | 6,347         | 20,354        | 29            | —              | —             | —             | K28           | Bị loại ở vòng loại trừ thứ nhất | Bị loại ở vòng loại trừ thứ nhất | Bị loại ở vòng loại trừ thứ nhất | Bị loại ở vòng loại trừ thứ nhất | Bị loại ở vòng loại trừ thứ nhất | Bị loại ở vòng loại trừ thứ nhất | Bị loại ở vòng loại trừ thứ nhất | Bị loại ở vòng loại trừ thứ nhất | Bị loại ở vòng loại trừ thứ nhất | Bị loại ở vòng loại trừ thứ nhất | Bị loại ở vòng loại trừ thứ nhất | Bị loại ở vòng loại trừ thứ nhất | Bị loại ở vòng loại trừ thứ nhất | Bị loại ở vòng loại trừ thứ nhất | Bị loại ở vòng loại trừ thứ nhất | Bị loại ở vòng loại trừ thứ nhất | K28           |
| Biscuit Entertainment                      | Seo Youngeun           | 서영은                         | 16   | K10 (P6)      | 2             | 83,266         | 538,479       | 1,176,035     | 2             | 181,070        | 1,214,153     | 2,649,735     | K04           | —                                | —                                | —                                | K05 (P16)                        | 80,496                           | 1,152,513                        | 2,015,176                        | K05 (P12)                        | K03 (P9)                         | 51,009                           | 862,836                          | 1,524,572                        | K04 (P4)                         | K05 (P5)                         | 442,102                          | 781,657                          | K05           |
| MNH Entertainment                          | Sim Seungeun           | 심승은                         | 20   | K14           | 21            | 4,535          | 21,273        | 54,526        | 22            | —              | —             | —             | K21           | Bị loại ở vòng loại trừ thứ nhất | Bị loại ở vòng loại trừ thứ nhất | Bị loại ở vòng loại trừ thứ nhất | Bị loại ở vòng loại trừ thứ nhất | Bị loại ở vòng loại trừ thứ nhất | Bị loại ở vòng loại trừ thứ nhất | Bị loại ở vòng loại trừ thứ nhất | Bị loại ở vòng loại trừ thứ nhất | Bị loại ở vòng loại trừ thứ nhất | Bị loại ở vòng loại trừ thứ nhất | Bị loại ở vòng loại trừ thứ nhất | Bị loại ở vòng loại trừ thứ nhất | Bị loại ở vòng loại trừ thứ nhất | Bị loại ở vòng loại trừ thứ nhất | Bị loại ở vòng loại trừ thứ nhất | Bị loại ở vòng loại trừ thứ nhất | K21           |
| Wake One Entertainment (웨이크원)          | Suh Jimin              | 서지민                         | 16   | K28           | 23            | 3,087          | 17,750        | 40,982        | 28            | —              | —             | —             | K29           | Bị loại ở vòng loại trừ thứ nhất | Bị loại ở vòng loại trừ thứ nhất | Bị loại ở vòng loại trừ thứ nhất | Bị loại ở vòng loại trừ thứ nhất | Bị loại ở vòng loại trừ thứ nhất | Bị loại ở vòng loại trừ thứ nhất | Bị loại ở vòng loại trừ thứ nhất | Bị loại ở vòng loại trừ thứ nhất | Bị loại ở vòng loại trừ thứ nhất | Bị loại ở vòng loại trừ thứ nhất | Bị loại ở vòng loại trừ thứ nhất | Bị loại ở vòng loại trừ thứ nhất | Bị loại ở vòng loại trừ thứ nhất | Bị loại ở vòng loại trừ thứ nhất | Bị loại ở vòng loại trừ thứ nhất | Bị loại ở vòng loại trừ thứ nhất | K29           |
| Yes Im Entertainment (예스아이엠)          | Yoon Jia               | 윤지아                         | 17   | K22           | 18            | 9,248          | 34,353        | 100,515       | 17            | 30,539         | 139,258       | 370,017       | K10           | —                                | —                                | —                                | K11                              | Bị loại ở vòng loại trừ thứ hai  | Bị loại ở vòng loại trừ thứ hai  | Bị loại ở vòng loại trừ thứ hai  | Bị loại ở vòng loại trừ thứ hai  | Bị loại ở vòng loại trừ thứ hai  | Bị loại ở vòng loại trừ thứ hai  | Bị loại ở vòng loại trừ thứ hai  | Bị loại ở vòng loại trừ thứ hai  | Bị loại ở vòng loại trừ thứ hai  | Bị loại ở vòng loại trừ thứ hai  | Bị loại ở vòng loại trừ thứ hai  | Bị loại ở vòng loại trừ thứ hai  | K11           |
| Highline Entertainment (하이라인엔)        | You Dayeon             | 유다연                         | 23   | K20           | 15            | 10,777         | 44,509        | 122,428       | 19            | —              | —             | —             | K14           | Bị loại ở vòng loại trừ thứ nhất | Bị loại ở vòng loại trừ thứ nhất | Bị loại ở vòng loại trừ thứ nhất | Bị loại ở vòng loại trừ thứ nhất | Bị loại ở vòng loại trừ thứ nhất | Bị loại ở vòng loại trừ thứ nhất | Bị loại ở vòng loại trừ thứ nhất | Bị loại ở vòng loại trừ thứ nhất | Bị loại ở vòng loại trừ thứ nhất | Bị loại ở vòng loại trừ thứ nhất | Bị loại ở vòng loại trừ thứ nhất | Bị loại ở vòng loại trừ thứ nhất | Bị loại ở vòng loại trừ thứ nhất | Bị loại ở vòng loại trừ thứ nhất | Bị loại ở vòng loại trừ thứ nhất | Bị loại ở vòng loại trừ thứ nhất | K19           |
| C-Group                                    |                        |                                |      |               |               |                |               |               |               |                |               |               |               |                                  |                                  |                                  |                                  |                                  |                                  |                                  |                                  |                                  |                                  |                                  |                                  |                                  |                                  |                                  |                                  |               |
| Image Music (大象音乐)                     | Thái Băng              | 蔡冰 차이빙                    | 25   | C28 (P8)      | 1             | 98,608         | 583,713       | 1,328,882     | 1             | 212,454        | 1,271,738     | 2,929,629     | C03 (P7)      | 168,887                          | 1,038,526                        | 2,361,224                        | C04 (P8)                         | 148,600                          | 1,179,514                        | 2,682,114                        | C08 (P26)                        | C08 (P26)                        | Bị loại ở vòng loại trừ thứ ba   | Bị loại ở vòng loại trừ thứ ba   | Bị loại ở vòng loại trừ thứ ba   | Bị loại ở vòng loại trừ thứ ba   | Bị loại ở vòng loại trừ thứ ba   | Bị loại ở vòng loại trừ thứ ba   | Bị loại ở vòng loại trừ thứ ba   | C08           |
| Yuehua Entertainment (위에화)              | Trương Cạnh            | 張競 장찡                      | 19   | C06           | 33            | 1,984          | 6,347         | 20,354        | 29            | —              | —             | —             | C22           | Bị loại ở vòng loại trừ thứ nhất | Bị loại ở vòng loại trừ thứ nhất | Bị loại ở vòng loại trừ thứ nhất | Bị loại ở vòng loại trừ thứ nhất | Bị loại ở vòng loại trừ thứ nhất | Bị loại ở vòng loại trừ thứ nhất | Bị loại ở vòng loại trừ thứ nhất | Bị loại ở vòng loại trừ thứ nhất | Bị loại ở vòng loại trừ thứ nhất | Bị loại ở vòng loại trừ thứ nhất | Bị loại ở vòng loại trừ thứ nhất | Bị loại ở vòng loại trừ thứ nhất | Bị loại ở vòng loại trừ thứ nhất | Bị loại ở vòng loại trừ thứ nhất | Bị loại ở vòng loại trừ thứ nhất | Bị loại ở vòng loại trừ thứ nhất | C23           |
| Yuehua Entertainment (위에화)              | Trần Hân Uy            | 陳昕葳 천신웨이                | 20   | C33           | 10            | 17,384         | 82,073        | 209,637       | 10            | 38,520         | 196,320       | 490,970       | C05           | —                                | —                                | —                                | C06 (P18)                        | 94,663                           | 806,667                          | 1,751,753                        | C06 (P18)                        | C06 (P18)                        | Bị loại ở vòng loại trừ thứ ba   | Bị loại ở vòng loại trừ thứ ba   | Bị loại ở vòng loại trừ thứ ba   | Bị loại ở vòng loại trừ thứ ba   | Bị loại ở vòng loại trừ thứ ba   | Bị loại ở vòng loại trừ thứ ba   | Bị loại ở vòng loại trừ thứ ba   | C06           |
| FENT (에프이엔티)                          | Chiayi                 | 家儀 지아이                    | 21   | C12           | 13            | 11,871         | 67,410        | 156,595       | 12            | 36,570         | 187,554       | 467,491       | C12           | —                                | —                                | —                                | C16                              | Bị loại ở vòng loại trừ thứ hai  | Bị loại ở vòng loại trừ thứ hai  | Bị loại ở vòng loại trừ thứ hai  | Bị loại ở vòng loại trừ thứ hai  | Bị loại ở vòng loại trừ thứ hai  | Bị loại ở vòng loại trừ thứ hai  | Bị loại ở vòng loại trừ thứ hai  | Bị loại ở vòng loại trừ thứ hai  | Bị loại ở vòng loại trừ thứ hai  | Bị loại ở vòng loại trừ thứ hai  | Bị loại ở vòng loại trừ thứ hai  | Bị loại ở vòng loại trừ thứ hai  | C16           |
| Yuehua Entertainment (위에화)              | Giản Tử Linh           | 簡紫翎 젠쯔링                  | 19   | C16           | 21            | 4,535          | 21,273        | 54,526        | 22            | —              | —             | —             | C27           | Bị loại ở vòng loại trừ thứ nhất | Bị loại ở vòng loại trừ thứ nhất | Bị loại ở vòng loại trừ thứ nhất | Bị loại ở vòng loại trừ thứ nhất | Bị loại ở vòng loại trừ thứ nhất | Bị loại ở vòng loại trừ thứ nhất | Bị loại ở vòng loại trừ thứ nhất | Bị loại ở vòng loại trừ thứ nhất | Bị loại ở vòng loại trừ thứ nhất | Bị loại ở vòng loại trừ thứ nhất | Bị loại ở vòng loại trừ thứ nhất | Bị loại ở vòng loại trừ thứ nhất | Bị loại ở vòng loại trừ thứ nhất | Bị loại ở vòng loại trừ thứ nhất | Bị loại ở vòng loại trừ thứ nhất | Bị loại ở vòng loại trừ thứ nhất | C27           |
| Gia Hành Thiên Hạ (嘉行传媒)               | Thôi Văn Mỹ Tú         | 崔文美秀 추이원메이시우        | 21   | C25           | 25            | 2,825          | 13,777        | 34,587        | 27            | —              | —             | —             | C26           | Bị loại ở vòng loại trừ thứ nhất | Bị loại ở vòng loại trừ thứ nhất | Bị loại ở vòng loại trừ thứ nhất | Bị loại ở vòng loại trừ thứ nhất | Bị loại ở vòng loại trừ thứ nhất | Bị loại ở vòng loại trừ thứ nhất | Bị loại ở vòng loại trừ thứ nhất | Bị loại ở vòng loại trừ thứ nhất | Bị loại ở vòng loại trừ thứ nhất | Bị loại ở vòng loại trừ thứ nhất | Bị loại ở vòng loại trừ thứ nhất | Bị loại ở vòng loại trừ thứ nhất | Bị loại ở vòng loại trừ thứ nhất | Bị loại ở vòng loại trừ thứ nhất | Bị loại ở vòng loại trừ thứ nhất | Bị loại ở vòng loại trừ thứ nhất | C26           |
| Gramarie Entertainment (果然娱乐)          | Phù Nhã Ngưng          | 符雅凝 푸야닝                  | 24   | C07           | 8             | 22,857         | 117,004       | 286,390       | 8             | 46,266         | 279,300       | 640,747       | C07           | —                                | —                                | —                                | C07 (P22)                        | 56,285                           | 947,790                          | 1,658,939                        | C03 (P10)                        | C02 (P8)                         | 42,833                           | 1,024,070                        | 1,548,272                        | C02 (P10)                        | C02 (P12)                        | 419,618                          | 560,606                          | C02           |
| Top Class Entertainment (TOP CLASS 娱乐)   | Cố Dật Châu            | 顾逸舟 구이저우                | 18   | C21           | 29            | 1,844          | 13,482        | 27,886        | 26            | —              | —             | —             | C20           | Bị loại ở vòng loại trừ thứ nhất | Bị loại ở vòng loại trừ thứ nhất | Bị loại ở vòng loại trừ thứ nhất | Bị loại ở vòng loại trừ thứ nhất | Bị loại ở vòng loại trừ thứ nhất | Bị loại ở vòng loại trừ thứ nhất | Bị loại ở vòng loại trừ thứ nhất | Bị loại ở vòng loại trừ thứ nhất | Bị loại ở vòng loại trừ thứ nhất | Bị loại ở vòng loại trừ thứ nhất | Bị loại ở vòng loại trừ thứ nhất | Bị loại ở vòng loại trừ thứ nhất | Bị loại ở vòng loại trừ thứ nhất | Bị loại ở vòng loại trừ thứ nhất | Bị loại ở vòng loại trừ thứ nhất | Bị loại ở vòng loại trừ thứ nhất | C22           |
| Thực tập sinh tự do                        | Hà Tư Trừng            | 何思澄 호쓰칭                  | 17   | C22           | 30            | 2,326          | 8,909         | 25,599        | 33            | —              | —             | —             | C28           | Bị loại ở vòng loại trừ thứ nhất | Bị loại ở vòng loại trừ thứ nhất | Bị loại ở vòng loại trừ thứ nhất | Bị loại ở vòng loại trừ thứ nhất | Bị loại ở vòng loại trừ thứ nhất | Bị loại ở vòng loại trừ thứ nhất | Bị loại ở vòng loại trừ thứ nhất | Bị loại ở vòng loại trừ thứ nhất | Bị loại ở vòng loại trừ thứ nhất | Bị loại ở vòng loại trừ thứ nhất | Bị loại ở vòng loại trừ thứ nhất | Bị loại ở vòng loại trừ thứ nhất | Bị loại ở vòng loại trừ thứ nhất | Bị loại ở vòng loại trừ thứ nhất | Bị loại ở vòng loại trừ thứ nhất | Bị loại ở vòng loại trừ thứ nhất | C28           |
| FNC Entertainment                          | Hứa Niệm Từ            | 許念慈 쉬니엔츠                | 18   | C08           | 5             | 40,800         | 228,763       | 534,755       | 7             | 74,346         | 445,608       | 1,025,869     | C16           | —                                | —                                | —                                | C15                              | Bị loại ở vòng loại trừ thứ hai  | Bị loại ở vòng loại trừ thứ hai  | Bị loại ở vòng loại trừ thứ hai  | Bị loại ở vòng loại trừ thứ hai  | Bị loại ở vòng loại trừ thứ hai  | Bị loại ở vòng loại trừ thứ hai  | Bị loại ở vòng loại trừ thứ hai  | Bị loại ở vòng loại trừ thứ hai  | Bị loại ở vòng loại trừ thứ hai  | Bị loại ở vòng loại trừ thứ hai  | Bị loại ở vòng loại trừ thứ hai  | Bị loại ở vòng loại trừ thứ hai  | C15           |
| Panda Record                               | Hoàng Tinh Kiều        | 黄星侨 황씽치아오              | 22   | C26           | 4             | 67,700         | 342,340       | 843,274       | 4             | 128,658        | 744,635       | 1,912,854     | C04           | —                                | —                                | —                                | C03 (P7)                         | 177,924                          | 1,093,748                        | 2,816,654                        | C05 (P15)                        | C05 (P16)                        | 65,934                           | 354,389                          | 1,015,623                        | C05 (P18)                        | C05 (P18)                        | 35,054                           | 56,600                           | C05           |
| Thực tập sinh tự do                        | Lương Trác Oánh        | 梁卓瀅 령척잉                  | 23   | C03           | 11            | 20,585         | 42,310        | 183,342       | 13            | 43,689         | 115,755       | 431,400       | C21           | —                                | —                                | —                                | C18                              | Bị loại ở vòng loại trừ thứ hai  | Bị loại ở vòng loại trừ thứ hai  | Bị loại ở vòng loại trừ thứ hai  | Bị loại ở vòng loại trừ thứ hai  | Bị loại ở vòng loại trừ thứ hai  | Bị loại ở vòng loại trừ thứ hai  | Bị loại ở vòng loại trừ thứ hai  | Bị loại ở vòng loại trừ thứ hai  | Bị loại ở vòng loại trừ thứ hai  | Bị loại ở vòng loại trừ thứ hai  | Bị loại ở vòng loại trừ thứ hai  | Bị loại ở vòng loại trừ thứ hai  | C18           |
| Thực tập sinh tự do                        | Lý Y Mạn               | 李伊蔓 리이만                  | 24   | C11           | 7             | 37,617         | 90,870        | 351,067       | 5             | 114,143        | 325,323       | 1,153,957     | C09           | —                                | —                                | —                                | C10                              | Bị loại ở vòng loại trừ thứ hai  | Bị loại ở vòng loại trừ thứ hai  | Bị loại ở vòng loại trừ thứ hai  | Bị loại ở vòng loại trừ thứ hai  | Bị loại ở vòng loại trừ thứ hai  | Bị loại ở vòng loại trừ thứ hai  | Bị loại ở vòng loại trừ thứ hai  | Bị loại ở vòng loại trừ thứ hai  | Bị loại ở vòng loại trừ thứ hai  | Bị loại ở vòng loại trừ thứ hai  | Bị loại ở vòng loại trừ thứ hai  | Bị loại ở vòng loại trừ thứ hai  | C11           |
| STAR48 (丝芭传媒)                          | Lương Kiều (Đại Kiều)  | 梁娇 량지아오                  | 17   | C31           | 14            | 14,751         | 45,119        | 148,979       | 14            | 36,345         | 148,100       | 419,671       | C10           | —                                | —                                | —                                | C09                              | Bị loại ở vòng loại trừ thứ hai  | Bị loại ở vòng loại trừ thứ hai  | Bị loại ở vòng loại trừ thứ hai  | Bị loại ở vòng loại trừ thứ hai  | Bị loại ở vòng loại trừ thứ hai  | Bị loại ở vòng loại trừ thứ hai  | Bị loại ở vòng loại trừ thứ hai  | Bị loại ở vòng loại trừ thứ hai  | Bị loại ở vòng loại trừ thứ hai  | Bị loại ở vòng loại trừ thứ hai  | Bị loại ở vòng loại trừ thứ hai  | Bị loại ở vòng loại trừ thứ hai  | C10           |
| STAR48 (丝芭传媒)                          | Lương Kiều (Tiểu Kiều) | 梁乔 량치아오                  | 17   | C32           | 20            | 4,924          | 25,605        | 62,168        | 23            | —              | —             | —             | C15           | Bị loại ở vòng loại trừ thứ nhất | Bị loại ở vòng loại trừ thứ nhất | Bị loại ở vòng loại trừ thứ nhất | Bị loại ở vòng loại trừ thứ nhất | Bị loại ở vòng loại trừ thứ nhất | Bị loại ở vòng loại trừ thứ nhất | Bị loại ở vòng loại trừ thứ nhất | Bị loại ở vòng loại trừ thứ nhất | Bị loại ở vòng loại trừ thứ nhất | Bị loại ở vòng loại trừ thứ nhất | Bị loại ở vòng loại trừ thứ nhất | Bị loại ở vòng loại trừ thứ nhất | Bị loại ở vòng loại trừ thứ nhất | Bị loại ở vòng loại trừ thứ nhất | Bị loại ở vòng loại trừ thứ nhất | Bị loại ở vòng loại trừ thứ nhất | C20           |
| Filmko Films                               | Lâm Thần Hàm           | 林辰涵 린천한                  | 16   | C30           | 31            | 2,289          | 8,076         | 24,374        | 32            | —              | —             | —             | C25           | Bị loại ở vòng loại trừ thứ nhất | Bị loại ở vòng loại trừ thứ nhất | Bị loại ở vòng loại trừ thứ nhất | Bị loại ở vòng loại trừ thứ nhất | Bị loại ở vòng loại trừ thứ nhất | Bị loại ở vòng loại trừ thứ nhất | Bị loại ở vòng loại trừ thứ nhất | Bị loại ở vòng loại trừ thứ nhất | Bị loại ở vòng loại trừ thứ nhất | Bị loại ở vòng loại trừ thứ nhất | Bị loại ở vòng loại trừ thứ nhất | Bị loại ở vòng loại trừ thứ nhất | Bị loại ở vòng loại trừ thứ nhất | Bị loại ở vòng loại trừ thứ nhất | Bị loại ở vòng loại trừ thứ nhất | Bị loại ở vòng loại trừ thứ nhất | C25           |
| M-IDOL Entertainment (M-IDOL娱乐)          | Lâm Thư Uấn            | 林書蘊 린슈윈                  | 20   | C29           | 32            | 1,662          | 9,526         | 22,029        | 31            | —              | —             | —             | C30           | Bị loại ở vòng loại trừ thứ nhất | Bị loại ở vòng loại trừ thứ nhất | Bị loại ở vòng loại trừ thứ nhất | Bị loại ở vòng loại trừ thứ nhất | Bị loại ở vòng loại trừ thứ nhất | Bị loại ở vòng loại trừ thứ nhất | Bị loại ở vòng loại trừ thứ nhất | Bị loại ở vòng loại trừ thứ nhất | Bị loại ở vòng loại trừ thứ nhất | Bị loại ở vòng loại trừ thứ nhất | Bị loại ở vòng loại trừ thứ nhất | Bị loại ở vòng loại trừ thứ nhất | Bị loại ở vòng loại trừ thứ nhất | Bị loại ở vòng loại trừ thứ nhất | Bị loại ở vòng loại trừ thứ nhất | Bị loại ở vòng loại trừ thứ nhất | C30           |
| Gia Hành Thiên Hạ (嘉行传媒)               | Lưu Thi Kỳ             | 刘诗琦 리우쓰치                | 22   | C17           | 28            | 2,401          | 10,456        | 27,914        | 25            | —              | —             | —             | C31           | Bị loại ở vòng loại trừ thứ nhất | Bị loại ở vòng loại trừ thứ nhất | Bị loại ở vòng loại trừ thứ nhất | Bị loại ở vòng loại trừ thứ nhất | Bị loại ở vòng loại trừ thứ nhất | Bị loại ở vòng loại trừ thứ nhất | Bị loại ở vòng loại trừ thứ nhất | Bị loại ở vòng loại trừ thứ nhất | Bị loại ở vòng loại trừ thứ nhất | Bị loại ở vòng loại trừ thứ nhất | Bị loại ở vòng loại trừ thứ nhất | Bị loại ở vòng loại trừ thứ nhất | Bị loại ở vòng loại trừ thứ nhất | Bị loại ở vòng loại trừ thứ nhất | Bị loại ở vòng loại trừ thứ nhất | Bị loại ở vòng loại trừ thứ nhất | C31           |
| Gia Hành Thiên Hạ (嘉行传媒)               | Lưu Dụ Hàn             | 刘钰涵 리우위한                | 16   | C18           | 27            | 2,417          | 11,051        | 28,721        | 30            | —              | —             | —             | C33           | Bị loại ở vòng loại trừ thứ nhất | Bị loại ở vòng loại trừ thứ nhất | Bị loại ở vòng loại trừ thứ nhất | Bị loại ở vòng loại trừ thứ nhất | Bị loại ở vòng loại trừ thứ nhất | Bị loại ở vòng loại trừ thứ nhất | Bị loại ở vòng loại trừ thứ nhất | Bị loại ở vòng loại trừ thứ nhất | Bị loại ở vòng loại trừ thứ nhất | Bị loại ở vòng loại trừ thứ nhất | Bị loại ở vòng loại trừ thứ nhất | Bị loại ở vòng loại trừ thứ nhất | Bị loại ở vòng loại trừ thứ nhất | Bị loại ở vòng loại trừ thứ nhất | Bị loại ở vòng loại trừ thứ nhất | Bị loại ở vòng loại trừ thứ nhất | C33           |
| STAR48 (丝芭传媒)                          | Mã Ngọc Linh           | 马玉灵 마위링                  | 22   | C27           | 22            | 3,960          | 22,367        | 52,096        | 20            | —              | —             | —             | C24           | Bị loại ở vòng loại trừ thứ nhất | Bị loại ở vòng loại trừ thứ nhất | Bị loại ở vòng loại trừ thứ nhất | Bị loại ở vòng loại trừ thứ nhất | Bị loại ở vòng loại trừ thứ nhất | Bị loại ở vòng loại trừ thứ nhất | Bị loại ở vòng loại trừ thứ nhất | Bị loại ở vòng loại trừ thứ nhất | Bị loại ở vòng loại trừ thứ nhất | Bị loại ở vòng loại trừ thứ nhất | Bị loại ở vòng loại trừ thứ nhất | Bị loại ở vòng loại trừ thứ nhất | Bị loại ở vòng loại trừ thứ nhất | Bị loại ở vòng loại trừ thứ nhất | Bị loại ở vòng loại trừ thứ nhất | Bị loại ở vòng loại trừ thứ nhất | C24           |
| Echo Entertainment                         | Phan Dĩnh Chi          | 潘穎芝 푼윙치                  | 19   | C20           | 26            | 2,398          | 12,400        | 30,194        | 24            | —              | —             | —             | C29           | Bị loại ở vòng loại trừ thứ nhất | Bị loại ở vòng loại trừ thứ nhất | Bị loại ở vòng loại trừ thứ nhất | Bị loại ở vòng loại trừ thứ nhất | Bị loại ở vòng loại trừ thứ nhất | Bị loại ở vòng loại trừ thứ nhất | Bị loại ở vòng loại trừ thứ nhất | Bị loại ở vòng loại trừ thứ nhất | Bị loại ở vòng loại trừ thứ nhất | Bị loại ở vòng loại trừ thứ nhất | Bị loại ở vòng loại trừ thứ nhất | Bị loại ở vòng loại trừ thứ nhất | Bị loại ở vòng loại trừ thứ nhất | Bị loại ở vòng loại trừ thứ nhất | Bị loại ở vòng loại trừ thứ nhất | Bị loại ở vòng loại trừ thứ nhất | C29           |
| Top Class Entertainment (TOP CLASS 娱乐)   | Thẩm Tiểu Đình         | 沈小婷 션샤오팅                | 21   | C01 (P3)      | 2             | 83,266         | 538,479       | 1,176,035     | 2             | 181,070        | 1,214,153     | 2,649,735     | C01 (P2)      | 298,212                          | 1,620,685                        | 3,919,277                        | C01 (P1)                         | 327,542                          | 2,268,858                        | 5,517,873                        | C01 (P1)                         | C01 (P1)                         | 275,176                          | 1,410,236                        | 4,161,699                        | C03 (P16)                        | C01 (P9)                         | 425,464                          | 700,663                          | C01           |
| ETM Skies (ETM活力时代)                    | Tô Nhuế Kỳ             | 苏芮琪 수루이치                | 20   | C02 (P4)      | 3             | 56,527         | 591,510       | 1,065,592     | 3             | 100,869        | 1,164,252     | 2,048,599     | C02 (P6)      | 124,836                          | 1,494,945                        | 2,598,795                        | C02 (P6)                         | 90,167                           | 1,832,969                        | 2,912,831                        | C02 (P7)                         | C03 (P10)                        | 41,872                           | 872,106                          | 1,369,169                        | C01 (P9)                         | C01 (P13)                        | 418,815                          | 552,878                          | C03           |
| STAR48 (丝芭传媒)                          | Vương Thu Như          | 王秋茹 왕치우루                | 17   | C19           | 23            | 3,087          | 17,750        | 40,982        | 28            | —              | —             | —             | C32           | Bị loại ở vòng loại trừ thứ nhất | Bị loại ở vòng loại trừ thứ nhất | Bị loại ở vòng loại trừ thứ nhất | Bị loại ở vòng loại trừ thứ nhất | Bị loại ở vòng loại trừ thứ nhất | Bị loại ở vòng loại trừ thứ nhất | Bị loại ở vòng loại trừ thứ nhất | Bị loại ở vòng loại trừ thứ nhất | Bị loại ở vòng loại trừ thứ nhất | Bị loại ở vòng loại trừ thứ nhất | Bị loại ở vòng loại trừ thứ nhất | Bị loại ở vòng loại trừ thứ nhất | Bị loại ở vòng loại trừ thứ nhất | Bị loại ở vòng loại trừ thứ nhất | Bị loại ở vòng loại trừ thứ nhất | Bị loại ở vòng loại trừ thứ nhất | C32           |
| Gia Hành Thiên Hạ (嘉行传媒)               | Vương Nhã Lạc          | 王雅乐 왕야러                  | 22   | C13           | 12            | 15,166         | 49,660        | 156,942       | 15            | 35,369         | 130,317       | 392,201       | C13           | —                                | —                                | —                                | C12                              | Bị loại ở vòng loại trừ thứ hai  | Bị loại ở vòng loại trừ thứ hai  | Bị loại ở vòng loại trừ thứ hai  | Bị loại ở vòng loại trừ thứ hai  | Bị loại ở vòng loại trừ thứ hai  | Bị loại ở vòng loại trừ thứ hai  | Bị loại ở vòng loại trừ thứ hai  | Bị loại ở vòng loại trừ thứ hai  | Bị loại ở vòng loại trừ thứ hai  | Bị loại ở vòng loại trừ thứ hai  | Bị loại ở vòng loại trừ thứ hai  | Bị loại ở vòng loại trừ thứ hai  | C13           |
| Star Master Entertainment (匠星娱乐)       | Văn Triết              | 文哲 원저                      | 23   | C05           | 17            | 7,159          | 54,393        | 110,687       | 18            | —              | —             | —             | C11           | —                                | —                                | —                                | C05 (P15)                        | 97,851                           | 1,176,960                        | 2,197,276                        | C04 (P14)                        | C04 (P14)                        | 50,868                           | 575,620                          | 1,121,791                        | C04 (P17)                        | C04 (P17)                        | 66,149                           | 88,673                           | C04           |
| Thực tập sinh tự do                        | Ngô Điềm Mật           | 吴甜蜜 우태미                  | 18   | C04           | 9             | 23,793         | 58,366        | 223,105       | 9             | 60,699         | 152,224       | 589,272       | C23           | —                                | —                                | —                                | C17                              | Bị loại ở vòng loại trừ thứ hai  | Bị loại ở vòng loại trừ thứ hai  | Bị loại ở vòng loại trừ thứ hai  | Bị loại ở vòng loại trừ thứ hai  | Bị loại ở vòng loại trừ thứ hai  | Bị loại ở vòng loại trừ thứ hai  | Bị loại ở vòng loại trừ thứ hai  | Bị loại ở vòng loại trừ thứ hai  | Bị loại ở vòng loại trừ thứ hai  | Bị loại ở vòng loại trừ thứ hai  | Bị loại ở vòng loại trừ thứ hai  | Bị loại ở vòng loại trừ thứ hai  | C17           |
| Thực tập sinh tự do                        | Hạ Nghiên              | 夏研 시아옌                    | 20   | C10           | 24            | 2,798          | 19,066        | 40,667        | 21            | —              | —             | —             | C08           | Bị loại ở vòng loại trừ thứ nhất | Bị loại ở vòng loại trừ thứ nhất | Bị loại ở vòng loại trừ thứ nhất | Bị loại ở vòng loại trừ thứ nhất | Bị loại ở vòng loại trừ thứ nhất | Bị loại ở vòng loại trừ thứ nhất | Bị loại ở vòng loại trừ thứ nhất | Bị loại ở vòng loại trừ thứ nhất | Bị loại ở vòng loại trừ thứ nhất | Bị loại ở vòng loại trừ thứ nhất | Bị loại ở vòng loại trừ thứ nhất | Bị loại ở vòng loại trừ thứ nhất | Bị loại ở vòng loại trừ thứ nhất | Bị loại ở vòng loại trừ thứ nhất | Bị loại ở vòng loại trừ thứ nhất | Bị loại ở vòng loại trừ thứ nhất | C19           |
| Yuehua Entertainment (위에화)              | Từ Nhược Duy           | 徐若惟 쉬뤄웨이                | 20   | C24           | 15            | 10,777         | 44,509        | 122,428       | 19            | —              | —             | —             | C19           | Bị loại ở vòng loại trừ thứ nhất | Bị loại ở vòng loại trừ thứ nhất | Bị loại ở vòng loại trừ thứ nhất | Bị loại ở vòng loại trừ thứ nhất | Bị loại ở vòng loại trừ thứ nhất | Bị loại ở vòng loại trừ thứ nhất | Bị loại ở vòng loại trừ thứ nhất | Bị loại ở vòng loại trừ thứ nhất | Bị loại ở vòng loại trừ thứ nhất | Bị loại ở vòng loại trừ thứ nhất | Bị loại ở vòng loại trừ thứ nhất | Bị loại ở vòng loại trừ thứ nhất | Bị loại ở vòng loại trừ thứ nhất | Bị loại ở vòng loại trừ thứ nhất | Bị loại ở vòng loại trừ thứ nhất | Bị loại ở vòng loại trừ thứ nhất | C21           |
| T Entertainment                            | Từ Tử Nhân             | 徐紫茵 쉬쯔인                  | 25   | C09           | 6             | 38,821         | 212,480       | 502,682       | 6             | 85,568         | 473,167       | 1,134,128     | C06           | —                                | —                                | —                                | C08 (P23)                        | 82,159                           | 804,038                          | 1,637,433                        | Rời chương trình                 | Rời chương trình                 | Rời chương trình                 | Rời chương trình                 | Rời chương trình                 | Rời chương trình                 | Rời chương trình                 | Rời chương trình                 | Rời chương trình                 | C09           |
| Yuehua Entertainment (위에화)              | Dương Tử Cách          | 杨梓格 양쯔거                  | 20   | C15           | 16            | 9,915          | 45,059        | 117,496       | 11            | 39,539         | 185,866       | 485,596       | C17           | —                                | —                                | —                                | C11                              | Bị loại ở vòng loại trừ thứ hai  | Bị loại ở vòng loại trừ thứ hai  | Bị loại ở vòng loại trừ thứ hai  | Bị loại ở vòng loại trừ thứ hai  | Bị loại ở vòng loại trừ thứ hai  | Bị loại ở vòng loại trừ thứ hai  | Bị loại ở vòng loại trừ thứ hai  | Bị loại ở vòng loại trừ thứ hai  | Bị loại ở vòng loại trừ thứ hai  | Bị loại ở vòng loại trừ thứ hai  | Bị loại ở vòng loại trừ thứ hai  | Bị loại ở vòng loại trừ thứ hai  | C12           |
| Gramarie Entertainment (果然娱乐)          | Trương Lạc Phi         | 张洛菲 장루오페이              | 20   | C14           | 19            | 7,668          | 42,916        | 100,410       | 16            | 26,253         | 175,610       | 383,678       | C18           | —                                | —                                | —                                | C14                              | Bị loại ở vòng loại trừ thứ hai  | Bị loại ở vòng loại trừ thứ hai  | Bị loại ở vòng loại trừ thứ hai  | Bị loại ở vòng loại trừ thứ hai  | Bị loại ở vòng loại trừ thứ hai  | Bị loại ở vòng loại trừ thứ hai  | Bị loại ở vòng loại trừ thứ hai  | Bị loại ở vòng loại trừ thứ hai  | Bị loại ở vòng loại trừ thứ hai  | Bị loại ở vòng loại trừ thứ hai  | Bị loại ở vòng loại trừ thứ hai  | Bị loại ở vòng loại trừ thứ hai  | C14           |
| Yuehua Entertainment (위에화)              | Châu Tâm Ngữ           | 周心语 저우신위                | 19   | C23           | 18            | 9,248          | 34,353        | 100,515       | 17            | 30,539         | 139,258       | 370,017       | C14           | —                                | —                                | —                                | C13                              | —                                | —                                | —                                | C07 (P23)                        | C07 (P22)                        | Bị loại ở vòng loại trừ thứ ba   | Bị loại ở vòng loại trừ thứ ba   | Bị loại ở vòng loại trừ thứ ba   | Bị loại ở vòng loại trừ thứ ba   | Bị loại ở vòng loại trừ thứ ba   | Bị loại ở vòng loại trừ thứ ba   | Bị loại ở vòng loại trừ thứ ba   | C07           |
| J-Group                                    |                        |                                |      |               |               |                |               |               |               |                |               |               |               |                                  |                                  |                                  |                                  |                                  |                                  |                                  |                                  |                                  |                                  |                                  |                                  |                                  |                                  |                                  |                                  |               |
| Avex Artist Academy                        | Ando Rinka             | 安藤梨花 안도 린카             | 17   | J13           | 21            | 4,535          | 21,273        | 54,526        | 22            | —              | —             | —             | J19           | Bị loại ở vòng loại trừ thứ nhất | Bị loại ở vòng loại trừ thứ nhất | Bị loại ở vòng loại trừ thứ nhất | Bị loại ở vòng loại trừ thứ nhất | Bị loại ở vòng loại trừ thứ nhất | Bị loại ở vòng loại trừ thứ nhất | Bị loại ở vòng loại trừ thứ nhất | Bị loại ở vòng loại trừ thứ nhất | Bị loại ở vòng loại trừ thứ nhất | Bị loại ở vòng loại trừ thứ nhất | Bị loại ở vòng loại trừ thứ nhất | Bị loại ở vòng loại trừ thứ nhất | Bị loại ở vòng loại trừ thứ nhất | Bị loại ở vòng loại trừ thứ nhất | Bị loại ở vòng loại trừ thứ nhất | Bị loại ở vòng loại trừ thứ nhất | J22           |
| Biscuit Entertainment                      | Arai Risako            | 新井理沙子 아라이 리사코       | 24   | J07           | 6             | 38,821         | 212,480       | 502,682       | 6             | 85,568         | 473,167       | 1,134,128     | J16           | —                                | —                                | —                                | J15                              | Bị loại ở vòng loại trừ thứ hai  | Bị loại ở vòng loại trừ thứ hai  | Bị loại ở vòng loại trừ thứ hai  | Bị loại ở vòng loại trừ thứ hai  | Bị loại ở vòng loại trừ thứ hai  | Bị loại ở vòng loại trừ thứ hai  | Bị loại ở vòng loại trừ thứ hai  | Bị loại ở vòng loại trừ thứ hai  | Bị loại ở vòng loại trừ thứ hai  | Bị loại ở vòng loại trừ thứ hai  | Bị loại ở vòng loại trừ thứ hai  | Bị loại ở vòng loại trừ thứ hai  | J15           |
| Avex Management                            | Aratake Rinka          | 荒武凛香 아라타케 린카         | 17   | J30           | 27            | 2,417          | 11,051        | 28,721        | 30            | —              | —             | —             | J20           | Bị loại ở vòng loại trừ thứ nhất | Bị loại ở vòng loại trừ thứ nhất | Bị loại ở vòng loại trừ thứ nhất | Bị loại ở vòng loại trừ thứ nhất | Bị loại ở vòng loại trừ thứ nhất | Bị loại ở vòng loại trừ thứ nhất | Bị loại ở vòng loại trừ thứ nhất | Bị loại ở vòng loại trừ thứ nhất | Bị loại ở vòng loại trừ thứ nhất | Bị loại ở vòng loại trừ thứ nhất | Bị loại ở vòng loại trừ thứ nhất | Bị loại ở vòng loại trừ thứ nhất | Bị loại ở vòng loại trừ thứ nhất | Bị loại ở vòng loại trừ thứ nhất | Bị loại ở vòng loại trừ thứ nhất | Bị loại ở vòng loại trừ thứ nhất | J23           |
| Avex Artist Academy                        | Ezaki Hikaru           | 江崎ひかる 에자키 히카루       | 17   | J01 (P1)      | 3             | 56,527         | 591,510       | 1,065,592     | 3             | 100,869        | 1,164,252     | 2,048,599     | J02 (P3)      | 208,676                          | 1,471,455                        | 3,138,429                        | J03 (P4)                         | 214,409                          | 2,012,295                        | 4,176,316                        | J01 (P3)                         | J02 (P4)                         | 117,962                          | 962,870                          | 2,185,083                        | J01 (P12)                        | J01 (P7)                         | 387,709                          | 713,322                          | J01           |
| NiD Academy                                | Fujimoto Ayaka         | 藤本彩花 후지모토 아야카       | 21   | J33           | 12            | 15,166         | 49,660        | 156,942       | 15            | 35,369         | 130,317       | 392,201       | J24           | —                                | —                                | —                                | J17                              | Bị loại ở vòng loại trừ thứ hai  | Bị loại ở vòng loại trừ thứ hai  | Bị loại ở vòng loại trừ thứ hai  | Bị loại ở vòng loại trừ thứ hai  | Bị loại ở vòng loại trừ thứ hai  | Bị loại ở vòng loại trừ thứ hai  | Bị loại ở vòng loại trừ thứ hai  | Bị loại ở vòng loại trừ thứ hai  | Bị loại ở vòng loại trừ thứ hai  | Bị loại ở vòng loại trừ thứ hai  | Bị loại ở vòng loại trừ thứ hai  | Bị loại ở vòng loại trừ thứ hai  | J17           |
| FC Entertainment                           | Hayase Hana            | 早瀬華 하야세 하나             | 22   | J28           | 19            | 7,668          | 42,916        | 100,410       | 16            | 26,253         | 175,610       | 383,678       | J27           | —                                | —                                | —                                | J18                              | Bị loại ở vòng loại trừ thứ hai  | Bị loại ở vòng loại trừ thứ hai  | Bị loại ở vòng loại trừ thứ hai  | Bị loại ở vòng loại trừ thứ hai  | Bị loại ở vòng loại trừ thứ hai  | Bị loại ở vòng loại trừ thứ hai  | Bị loại ở vòng loại trừ thứ hai  | Bị loại ở vòng loại trừ thứ hai  | Bị loại ở vòng loại trừ thứ hai  | Bị loại ở vòng loại trừ thứ hai  | Bị loại ở vòng loại trừ thứ hai  | Bị loại ở vòng loại trừ thứ hai  | J18           |
| Bridge Japan INC.                          | Hayashi Fuko           | 林楓子 하야시 후코             | 18   | J08           | 20            | 4,924          | 25,605        | 62,168        | 23            | —              | —             | —             | J15           | Bị loại ở vòng loại trừ thứ nhất | Bị loại ở vòng loại trừ thứ nhất | Bị loại ở vòng loại trừ thứ nhất | Bị loại ở vòng loại trừ thứ nhất | Bị loại ở vòng loại trừ thứ nhất | Bị loại ở vòng loại trừ thứ nhất | Bị loại ở vòng loại trừ thứ nhất | Bị loại ở vòng loại trừ thứ nhất | Bị loại ở vòng loại trừ thứ nhất | Bị loại ở vòng loại trừ thứ nhất | Bị loại ở vòng loại trừ thứ nhất | Bị loại ở vòng loại trừ thứ nhất | Bị loại ở vòng loại trừ thứ nhất | Bị loại ở vòng loại trừ thứ nhất | Bị loại ở vòng loại trừ thứ nhất | Bị loại ở vòng loại trừ thứ nhất | J20           |
| NiD Academy                                | Hiyajo Nagomi          | 比屋定和 히야조 나고미         | 21   | J17           | 26            | 2,398          | 12,400        | 30,194        | 24            | —              | —             | —             | J17           | Bị loại ở vòng loại trừ thứ nhất | Bị loại ở vòng loại trừ thứ nhất | Bị loại ở vòng loại trừ thứ nhất | Bị loại ở vòng loại trừ thứ nhất | Bị loại ở vòng loại trừ thứ nhất | Bị loại ở vòng loại trừ thứ nhất | Bị loại ở vòng loại trừ thứ nhất | Bị loại ở vòng loại trừ thứ nhất | Bị loại ở vòng loại trừ thứ nhất | Bị loại ở vòng loại trừ thứ nhất | Bị loại ở vòng loại trừ thứ nhất | Bị loại ở vòng loại trừ thứ nhất | Bị loại ở vòng loại trừ thứ nhất | Bị loại ở vòng loại trừ thứ nhất | Bị loại ở vòng loại trừ thứ nhất | Bị loại ở vòng loại trừ thứ nhất | J21           |
| Cat's Eye Okinawa                          | Ikema Ruan             | 池間琉杏 이케마 루안           | 17   | J29           | 28            | 2,401          | 10,456        | 27,914        | 25            | —              | —             | —             | J14           | —                                | —                                | —                                | J07 (P19)                        | 112,777                          | 643,995                          | 1,729,825                        | J05 (P16)                        | J05 (P19)                        | Bị loại ở vòng loại trừ thứ ba   | Bị loại ở vòng loại trừ thứ ba   | Bị loại ở vòng loại trừ thứ ba   | Bị loại ở vòng loại trừ thứ ba   | Bị loại ở vòng loại trừ thứ ba   | Bị loại ở vòng loại trừ thứ ba   | Bị loại ở vòng loại trừ thứ ba   | J05           |
| Thực tập sinh tự do                        | Inaba Vivienne         | 稲葉ヴィヴィアン 이나바 비비안 | 23   | J27           | 24            | 2,798          | 19,066        | 40,667        | 21            | —              | —             | —             | J22           | Bị loại ở vòng loại trừ thứ nhất | Bị loại ở vòng loại trừ thứ nhất | Bị loại ở vòng loại trừ thứ nhất | Bị loại ở vòng loại trừ thứ nhất | Bị loại ở vòng loại trừ thứ nhất | Bị loại ở vòng loại trừ thứ nhất | Bị loại ở vòng loại trừ thứ nhất | Bị loại ở vòng loại trừ thứ nhất | Bị loại ở vòng loại trừ thứ nhất | Bị loại ở vòng loại trừ thứ nhất | Bị loại ở vòng loại trừ thứ nhất | Bị loại ở vòng loại trừ thứ nhất | Bị loại ở vòng loại trừ thứ nhất | Bị loại ở vòng loại trừ thứ nhất | Bị loại ở vòng loại trừ thứ nhất | Bị loại ở vòng loại trừ thứ nhất | J25           |
| N.D. Promotion                             | Ito Miyu               | 伊藤美優 이토 미유             | 18   | J31           | 23            | 3,087          | 17,750        | 40,982        | 28            | —              | —             | —             | J12           | Bị loại ở vòng loại trừ thứ nhất | Bị loại ở vòng loại trừ thứ nhất | Bị loại ở vòng loại trừ thứ nhất | Bị loại ở vòng loại trừ thứ nhất | Bị loại ở vòng loại trừ thứ nhất | Bị loại ở vòng loại trừ thứ nhất | Bị loại ở vòng loại trừ thứ nhất | Bị loại ở vòng loại trừ thứ nhất | Bị loại ở vòng loại trừ thứ nhất | Bị loại ở vòng loại trừ thứ nhất | Bị loại ở vòng loại trừ thứ nhất | Bị loại ở vòng loại trừ thứ nhất | Bị loại ở vòng loại trừ thứ nhất | Bị loại ở vòng loại trừ thứ nhất | Bị loại ở vòng loại trừ thứ nhất | Bị loại ở vòng loại trừ thứ nhất | J19           |
| Thực tập sinh tự do                        | Kamikura Rei           | 神藏令 카미쿠라 레이           | 18   | J16           | 15            | 10,777         | 44,509        | 122,428       | 19            | —              | —             | —             | J25           | Bị loại ở vòng loại trừ thứ nhất | Bị loại ở vòng loại trừ thứ nhất | Bị loại ở vòng loại trừ thứ nhất | Bị loại ở vòng loại trừ thứ nhất | Bị loại ở vòng loại trừ thứ nhất | Bị loại ở vòng loại trừ thứ nhất | Bị loại ở vòng loại trừ thứ nhất | Bị loại ở vòng loại trừ thứ nhất | Bị loại ở vòng loại trừ thứ nhất | Bị loại ở vòng loại trừ thứ nhất | Bị loại ở vòng loại trừ thứ nhất | Bị loại ở vòng loại trừ thứ nhất | Bị loại ở vòng loại trừ thứ nhất | Bị loại ở vòng loại trừ thứ nhất | Bị loại ở vòng loại trừ thứ nhất | Bị loại ở vòng loại trừ thứ nhất | J27           |
| Thực tập sinh tự do                        | Kamimoto Kotone        | 嘉味元琴音 카미모토 코토네     | 18   | J10           | 16            | 9,915          | 45,059        | 117,496       | 11            | 39,539         | 185,866       | 485,596       | J13           | —                                | —                                | —                                | J09                              | —                                | —                                | —                                | J09 (P25)                        | J09 (P24)                        | Bị loại ở vòng loại trừ thứ ba   | Bị loại ở vòng loại trừ thứ ba   | Bị loại ở vòng loại trừ thứ ba   | Bị loại ở vòng loại trừ thứ ba   | Bị loại ở vòng loại trừ thứ ba   | Bị loại ở vòng loại trừ thứ ba   | Bị loại ở vòng loại trừ thứ ba   | J09           |
| Thực tập sinh tự do                        | Kanno Miyu             | 菅野美優 칸노 미유             | 20   | J26           | 30            | 2,326          | 8,909         | 25,599        | 33            | —              | —             | —             | J31           | Bị loại ở vòng loại trừ thứ nhất | Bị loại ở vòng loại trừ thứ nhất | Bị loại ở vòng loại trừ thứ nhất | Bị loại ở vòng loại trừ thứ nhất | Bị loại ở vòng loại trừ thứ nhất | Bị loại ở vòng loại trừ thứ nhất | Bị loại ở vòng loại trừ thứ nhất | Bị loại ở vòng loại trừ thứ nhất | Bị loại ở vòng loại trừ thứ nhất | Bị loại ở vòng loại trừ thứ nhất | Bị loại ở vòng loại trừ thứ nhất | Bị loại ở vòng loại trừ thứ nhất | Bị loại ở vòng loại trừ thứ nhất | Bị loại ở vòng loại trừ thứ nhất | Bị loại ở vòng loại trừ thứ nhất | Bị loại ở vòng loại trừ thứ nhất | J31           |
| Oscar Promotion                            | Kawaguchi Yurina       | 川口ゆりな 카와구치 유리나     | 22   | J09           | 2             | 83,266         | 538,479       | 1,176,035     | 2             | 181,070        | 1,214,153     | 2,649,735     | J01 (P1)      | 342,119                          | 1,816,746                        | 4,446,387                        | J01 (P2)                         | 271,511                          | 1,991,757                        | 4,661,720                        | J03 (P5)                         | J03 (P6)                         | 76,536                           | 870,559                          | 1,692,862                        | J02 (P13)                        | J03 (P14)                        | 278,775                          | 525,051                          | J03           |
| FC Entertainment                           | Kishida Ririka         | 岸田莉里花 키시다 리리카       | 20   | J14           | 11            | 20,585         | 42,310        | 183,342       | 13            | 43,689         | 115,755       | 431,400       | J05           | —                                | —                                | —                                | J06 (P14)                        | 161,636                          | 693,802                          | 2,221,061                        | J07 (P19)                        | J07 (P21)                        | Bị loại ở vòng loại trừ thứ ba   | Bị loại ở vòng loại trừ thứ ba   | Bị loại ở vòng loại trừ thứ ba   | Bị loại ở vòng loại trừ thứ ba   | Bị loại ở vòng loại trừ thứ ba   | Bị loại ở vòng loại trừ thứ ba   | Bị loại ở vòng loại trừ thứ ba   | J07           |
| Thực tập sinh tự do                        | Kitajima Yuna          | 北島由菜 키타지마 유나         | 20   | J24           | 31            | 2,289          | 8,076         | 24,374        | 32            | —              | —             | —             | J32           | Bị loại ở vòng loại trừ thứ nhất | Bị loại ở vòng loại trừ thứ nhất | Bị loại ở vòng loại trừ thứ nhất | Bị loại ở vòng loại trừ thứ nhất | Bị loại ở vòng loại trừ thứ nhất | Bị loại ở vòng loại trừ thứ nhất | Bị loại ở vòng loại trừ thứ nhất | Bị loại ở vòng loại trừ thứ nhất | Bị loại ở vòng loại trừ thứ nhất | Bị loại ở vòng loại trừ thứ nhất | Bị loại ở vòng loại trừ thứ nhất | Bị loại ở vòng loại trừ thứ nhất | Bị loại ở vòng loại trừ thứ nhất | Bị loại ở vòng loại trừ thứ nhất | Bị loại ở vòng loại trừ thứ nhất | Bị loại ở vòng loại trừ thứ nhất | J32           |
| Thực tập sinh tự do                        | Kubo Reina             | 久保玲奈 쿠보 레이나           | 21   | J05           | 10            | 17,384         | 82,073        | 209,637       | 10            | 38,520         | 196,320       | 490,970       | J10           | —                                | —                                | —                                | J10                              | Bị loại ở vòng loại trừ thứ hai  | Bị loại ở vòng loại trừ thứ hai  | Bị loại ở vòng loại trừ thứ hai  | Bị loại ở vòng loại trừ thứ hai  | Bị loại ở vòng loại trừ thứ hai  | Bị loại ở vòng loại trừ thứ hai  | Bị loại ở vòng loại trừ thứ hai  | Bị loại ở vòng loại trừ thứ hai  | Bị loại ở vòng loại trừ thứ hai  | Bị loại ở vòng loại trừ thứ hai  | Bị loại ở vòng loại trừ thứ hai  | Bị loại ở vòng loại trừ thứ hai  | J10           |
| NiD Academy                                | Kuwahara Ayana         | 桑原彩菜 쿠와하라 아야나       | 14   | J11 (P9)      | 7             | 37,617         | 90,870        | 351,067       | 5             | 114,143        | 325,323       | 1,153,957     | J09           | —                                | —                                | —                                | J12                              | Bị loại ở vòng loại trừ thứ hai  | Bị loại ở vòng loại trừ thứ hai  | Bị loại ở vòng loại trừ thứ hai  | Bị loại ở vòng loại trừ thứ hai  | Bị loại ở vòng loại trừ thứ hai  | Bị loại ở vòng loại trừ thứ hai  | Bị loại ở vòng loại trừ thứ hai  | Bị loại ở vòng loại trừ thứ hai  | Bị loại ở vòng loại trừ thứ hai  | Bị loại ở vòng loại trừ thứ hai  | Bị loại ở vòng loại trừ thứ hai  | Bị loại ở vòng loại trừ thứ hai  | J12           |
| FNC Entertainment                          | May                    | メイ 메이                      | 18   | J12           | 1             | 98,608         | 583,713       | 1,328,882     | 1             | 212,454        | 1,271,738     | 2,929,629     | J04           | —                                | —                                | —                                | J08 (P20)                        | 79,296                           | 839,208                          | 1,696,554                        | J08 (P22)                        | J08 (P23)                        | Bị loại ở vòng loại trừ thứ ba   | Bị loại ở vòng loại trừ thứ ba   | Bị loại ở vòng loại trừ thứ ba   | Bị loại ở vòng loại trừ thứ ba   | Bị loại ở vòng loại trừ thứ ba   | Bị loại ở vòng loại trừ thứ ba   | Bị loại ở vòng loại trừ thứ ba   | J08           |
| Biscuit Entertainment                      | Murakami Yume          | 村上結愛 무라카미 유메         | 20   | J04           | 29            | 1,844          | 13,482        | 27,886        | 26            | —              | —             | —             | J23           | Bị loại ở vòng loại trừ thứ nhất | Bị loại ở vòng loại trừ thứ nhất | Bị loại ở vòng loại trừ thứ nhất | Bị loại ở vòng loại trừ thứ nhất | Bị loại ở vòng loại trừ thứ nhất | Bị loại ở vòng loại trừ thứ nhất | Bị loại ở vòng loại trừ thứ nhất | Bị loại ở vòng loại trừ thứ nhất | Bị loại ở vòng loại trừ thứ nhất | Bị loại ở vòng loại trừ thứ nhất | Bị loại ở vòng loại trừ thứ nhất | Bị loại ở vòng loại trừ thứ nhất | Bị loại ở vòng loại trừ thứ nhất | Bị loại ở vòng loại trừ thứ nhất | Bị loại ở vòng loại trừ thứ nhất | Bị loại ở vòng loại trừ thứ nhất | J26           |
| ND Studio                                  | Nagai Manami           | 永井愛実 나가이 마나미         | 20   | J22           | 14            | 14,751         | 45,119        | 148,979       | 14            | 36,345         | 148,100       | 419,671       | J07           | —                                | —                                | —                                | J05 (P13)                        | 141,224                          | 981,632                          | 2,363,513                        | J06 (P17)                        | J06 (P20)                        | Bị loại ở vòng loại trừ thứ ba   | Bị loại ở vòng loại trừ thứ ba   | Bị loại ở vòng loại trừ thứ ba   | Bị loại ở vòng loại trừ thứ ba   | Bị loại ở vòng loại trừ thứ ba   | Bị loại ở vòng loại trừ thứ ba   | Bị loại ở vòng loại trừ thứ ba   | J06           |
| Thực tập sinh tự do                        | Nakamura Kyara         | 中村伽羅 나카무라 캬라         | 21   | J32           | 32            | 1,662          | 9,526         | 22,029        | 31            | —              | —             | —             | J33           | Bị loại ở vòng loại trừ thứ nhất | Bị loại ở vòng loại trừ thứ nhất | Bị loại ở vòng loại trừ thứ nhất | Bị loại ở vòng loại trừ thứ nhất | Bị loại ở vòng loại trừ thứ nhất | Bị loại ở vòng loại trừ thứ nhất | Bị loại ở vòng loại trừ thứ nhất | Bị loại ở vòng loại trừ thứ nhất | Bị loại ở vòng loại trừ thứ nhất | Bị loại ở vòng loại trừ thứ nhất | Bị loại ở vòng loại trừ thứ nhất | Bị loại ở vòng loại trừ thứ nhất | Bị loại ở vòng loại trừ thứ nhất | Bị loại ở vòng loại trừ thứ nhất | Bị loại ở vòng loại trừ thứ nhất | Bị loại ở vòng loại trừ thứ nhất | J33           |
| MLD Entertainment                          | Nonaka Shana           | 野仲紗奈 노나카 샤나           | 19   | J06           | 8             | 22,857         | 117,004       | 286,390       | 8             | 46,266         | 279,300       | 640,747       | J06           | —                                | —                                | —                                | J04 (P11)                        | 154,863                          | 1,051,516                        | 2,563,703                        | J04 (P9)                         | J04 (P7)                         | 103,234                          | 582,949                          | 1,621,602                        | J04 (P15)                        | J04 (P16)                        | 147,882                          | 342,370                          | J04           |
| Individual Trainee (개인연습생)            | Okazaki Momoko         | 岡崎百々子 오카자키 모모코     | 18   | J18           | 17            | 7,159          | 54,393        | 110,687       | 18            | —              | —             | —             | J21           | Bị loại ở vòng loại trừ thứ nhất | Bị loại ở vòng loại trừ thứ nhất | Bị loại ở vòng loại trừ thứ nhất | Bị loại ở vòng loại trừ thứ nhất | Bị loại ở vòng loại trừ thứ nhất | Bị loại ở vòng loại trừ thứ nhất | Bị loại ở vòng loại trừ thứ nhất | Bị loại ở vòng loại trừ thứ nhất | Bị loại ở vòng loại trừ thứ nhất | Bị loại ở vòng loại trừ thứ nhất | Bị loại ở vòng loại trừ thứ nhất | Bị loại ở vòng loại trừ thứ nhất | Bị loại ở vòng loại trừ thứ nhất | Bị loại ở vòng loại trừ thứ nhất | Bị loại ở vòng loại trừ thứ nhất | Bị loại ở vòng loại trừ thứ nhất | J24           |
| Bridge Japan INC.                          | Oki Fuka               | 沖楓花 오키 후카               | 21   | J23           | 25            | 2,825          | 13,777        | 34,587        | 27            | —              | —             | —             | J30           | Bị loại ở vòng loại trừ thứ nhất | Bị loại ở vòng loại trừ thứ nhất | Bị loại ở vòng loại trừ thứ nhất | Bị loại ở vòng loại trừ thứ nhất | Bị loại ở vòng loại trừ thứ nhất | Bị loại ở vòng loại trừ thứ nhất | Bị loại ở vòng loại trừ thứ nhất | Bị loại ở vòng loại trừ thứ nhất | Bị loại ở vòng loại trừ thứ nhất | Bị loại ở vòng loại trừ thứ nhất | Bị loại ở vòng loại trừ thứ nhất | Bị loại ở vòng loại trừ thứ nhất | Bị loại ở vòng loại trừ thứ nhất | Bị loại ở vòng loại trừ thứ nhất | Bị loại ở vòng loại trừ thứ nhất | Bị loại ở vòng loại trừ thứ nhất | J30           |
| Cat's Eye Okinawa                          | Okuma Sumomo           | 大熊李 오쿠마 스모모           | 19   | J19           | 22            | 3,960          | 22,367        | 52,096        | 20            | —              | —             | —             | J29           | Bị loại ở vòng loại trừ thứ nhất | Bị loại ở vòng loại trừ thứ nhất | Bị loại ở vòng loại trừ thứ nhất | Bị loại ở vòng loại trừ thứ nhất | Bị loại ở vòng loại trừ thứ nhất | Bị loại ở vòng loại trừ thứ nhất | Bị loại ở vòng loại trừ thứ nhất | Bị loại ở vòng loại trừ thứ nhất | Bị loại ở vòng loại trừ thứ nhất | Bị loại ở vòng loại trừ thứ nhất | Bị loại ở vòng loại trừ thứ nhất | Bị loại ở vòng loại trừ thứ nhất | Bị loại ở vòng loại trừ thứ nhất | Bị loại ở vòng loại trừ thứ nhất | Bị loại ở vòng loại trừ thứ nhất | Bị loại ở vòng loại trừ thứ nhất | J29           |
| 143 Entertainment                          | Sakamoto Mashiro       | 坂本舞白 사카모토 마시로       | 21   | J02           | 4             | 67,700         | 342,340       | 843,274       | 4             | 144,221        | 798,637       | 1,912,854     | J03 (P5)      | 180,474                          | 1,332,567                        | 2,784,657                        | J02 (P3)                         | 214,579                          | 2,288,333                        | 4,578,784                        | J02 (P4)                         | J01 (P3)                         | 92,061                           | 1,296,015                        | 2,314,788                        | J03 (P14)                        | J02 (P8)                         | 488,519                          | 708,149                          | J02           |
| Jellyfish Entertainment (젤리피쉬)         | Sakamoto Shihona       | 坂本志穂菜 사카모토 시호나     | 21   | J21           | 5             | 40,800         | 228,763       | 534,755       | 7             | 74,346         | 445,608       | 1,025,869     | J11           | —                                | —                                | —                                | J14                              | Bị loại ở vòng loại trừ thứ hai  | Bị loại ở vòng loại trừ thứ hai  | Bị loại ở vòng loại trừ thứ hai  | Bị loại ở vòng loại trừ thứ hai  | Bị loại ở vòng loại trừ thứ hai  | Bị loại ở vòng loại trừ thứ hai  | Bị loại ở vòng loại trừ thứ hai  | Bị loại ở vòng loại trừ thứ hai  | Bị loại ở vòng loại trừ thứ hai  | Bị loại ở vòng loại trừ thứ hai  | Bị loại ở vòng loại trừ thứ hai  | Bị loại ở vòng loại trừ thứ hai  | J14           |
| Thực tập sinh tự do                        | Sakurai Miu            | 櫻井美羽 사쿠라이 미우         | 19   | J15           | 9             | 23,793         | 58,366        | 223,105       | 9             | 60,699         | 152,224       | 589,272       | J08           | —                                | —                                | —                                | J11                              | Bị loại ở vòng loại trừ thứ hai  | Bị loại ở vòng loại trừ thứ hai  | Bị loại ở vòng loại trừ thứ hai  | Bị loại ở vòng loại trừ thứ hai  | Bị loại ở vòng loại trừ thứ hai  | Bị loại ở vòng loại trừ thứ hai  | Bị loại ở vòng loại trừ thứ hai  | Bị loại ở vòng loại trừ thứ hai  | Bị loại ở vòng loại trừ thứ hai  | Bị loại ở vòng loại trừ thứ hai  | Bị loại ở vòng loại trừ thứ hai  | Bị loại ở vòng loại trừ thứ hai  | J11           |
| Thực tập sinh tự do                        | Shima Moka             | 島望叶 시마 모카               | 21   | J25           | 18            | 9,248          | 34,353        | 100,515       | 17            | 30,539         | 139,258       | 370,017       | J26           | —                                | —                                | —                                | J16                              | Bị loại ở vòng loại trừ thứ hai  | Bị loại ở vòng loại trừ thứ hai  | Bị loại ở vòng loại trừ thứ hai  | Bị loại ở vòng loại trừ thứ hai  | Bị loại ở vòng loại trừ thứ hai  | Bị loại ở vòng loại trừ thứ hai  | Bị loại ở vòng loại trừ thứ hai  | Bị loại ở vòng loại trừ thứ hai  | Bị loại ở vòng loại trừ thứ hai  | Bị loại ở vòng loại trừ thứ hai  | Bị loại ở vòng loại trừ thứ hai  | Bị loại ở vòng loại trừ thứ hai  | J16           |
| Thực tập sinh tự do                        | Terasaki Hina          | 寺崎日菜 테라사키 히나         | 17   | J20           | 33            | 1,984          | 6,347         | 20,354        | 29            | —              | —             | —             | J28           | Bị loại ở vòng loại trừ thứ nhất | Bị loại ở vòng loại trừ thứ nhất | Bị loại ở vòng loại trừ thứ nhất | Bị loại ở vòng loại trừ thứ nhất | Bị loại ở vòng loại trừ thứ nhất | Bị loại ở vòng loại trừ thứ nhất | Bị loại ở vòng loại trừ thứ nhất | Bị loại ở vòng loại trừ thứ nhất | Bị loại ở vòng loại trừ thứ nhất | Bị loại ở vòng loại trừ thứ nhất | Bị loại ở vòng loại trừ thứ nhất | Bị loại ở vòng loại trừ thứ nhất | Bị loại ở vòng loại trừ thứ nhất | Bị loại ở vòng loại trừ thứ nhất | Bị loại ở vòng loại trừ thứ nhất | Bị loại ở vòng loại trừ thứ nhất | J28           |
| NiD Academy                                | Yamauchi Moana         | 山内若杏名 야마우치 모아나     | 20   | J03           | 13            | 11,871         | 67,410        | 156,595       | 12            | 36,570         | 187,554       | 467,491       | J18           | —                                | —                                | —                                | J13                              | Bị loại ở vòng loại trừ thứ hai  | Bị loại ở vòng loại trừ thứ hai  | Bị loại ở vòng loại trừ thứ hai  | Bị loại ở vòng loại trừ thứ hai  | Bị loại ở vòng loại trừ thứ hai  | Bị loại ở vòng loại trừ thứ hai  | Bị loại ở vòng loại trừ thứ hai  | Bị loại ở vòng loại trừ thứ hai  | Bị loại ở vòng loại trừ thứ hai  | Bị loại ở vòng loại trừ thứ hai  | Bị loại ở vòng loại trừ thứ hai  | Bị loại ở vòng loại trừ thứ hai  | J13           |

## Các cell

### Danh sách cell
Phân loại màu:
Các cell là các nhóm 3 thí sinh bao gồm một thành viên C-Group, một thành viên K-Group và một thành viên J-Group. Các cell có thể được thay đổi, với ưu tiên được quyền lựa chọn cell cho các thí sinh Top 9.
Bảng dưới được sắp xếp theo thứ tự tên của thí sinh K-Group.
| Cell gốc | Cell gốc         | Cell gốc               | Cell gốc         | Cell gốc                        |    | Tập 2            | Tập 2                  | Tập 2            | Tập 2 |
| #        | K                | C                      | J                | Cụm từ kết nối                  | #  | K                | C                      | J                |       |
| -------- | ---------------- | ---------------------- | ---------------- | ------------------------------- | -- | ---------------- | ---------------------- | ---------------- | ----- |
| 1        | An Jeongmin      | Mã Ngọc Linh           | Shima Moka       | Hội yêu game                    | 1  | An Jeongmin      | Vương Nhã Lạc          | Fujimoto Ayaka   |       |
| 2        | Cho Haeun        | Từ Nhược Duy           | Arai Risako      | Những cô gái thích gặm sườn     | 2  | Cho Haeun        | Hà Tư Trừng            | Kanno Miyu       |       |
| 3        | Choi Hyerin      | Vương Thu Như          | Aratake Rinka    | 03s                             | 3  | Choi Hyerin      | Lưu Dụ Hàn             | Aratake Rinka    |       |
| 4        | Choi Yeyoung     | Văn Triết              | Ito Miyu         | Jin Goo Oppa                    | 4  | Choi Yeyoung     | Trần Hân Uy            | Kubo Reina       |       |
| 5        | Choi Yujin       | Từ Tử Nhân             | Okazaki Momoko   | Tôi từng có album của riêng tôi | 5  | Choi Yujin       | Thái Băng              | May              |       |
| 6        | Guinn Myah       | Lưu Dụ Hàn             | Kuwahara Ayana   | Nhỏ tuổi nhất                   | 6  | Guinn Myah       | Dương Tử Cách          | Kamimoto Kotone  |       |
| 7        | Han Dana         | Lâm Thư Uẩn            | Fujimoto Ayaka   | Bộ hẹn giờ siêng năng           | 7  | Han Dana         | Lâm Thần Hàn           | Kitajima Yuna    |       |
| 8        | Huening Bahiyyih | Hứa Niệm Từ            | Sakamoto Shihona | Thực tập sinh mới               | 8  | Huening Bahiyyih | Hứa Niệm Từ            | Sakamoto Shihona |       |
| 9        | Huh Jiwon        | Thái Băng              | Sakurai Miu      | Những cô gái yêu chân gà        | 9  | Huh Jiwon        | Gia Nghi               | Yamauchi Moana   |       |
| 10       | Jeong Jiyoon     | Vương Nhã Lạc          | Nakamura Kyara   | Top 1 ca sĩ là tôi              | 10 | Jeong Jiyoon     | Tô Nhuế Kỳ             | Ezaki Hikaru     |       |
| 11       | Joung Min        | Lương Kiều (Tiểu Kiều) | Hayashi Fuko     | Em bé khóc nhè                  | 11 | Joung Min        | Lương Kiều (Tiểu Kiều) | Hayashi Fuko     |       |
| 12       | Kang Yeseo       | Chiayi                 | Kamikura Rei     | Cô gái dẻo dai                  | 12 | Kang Yeseo       | Hoàng Tinh Kiều        | Sakamoto Mashiro |       |
| 13       | Kim Bora         | Trương Lạc Phi         | Hayase Hana      | Girls' Generation               | 13 | Kim Bora         | Trương Lạc Phi         | Hayase Hana      |       |
| 14       | Kim Chaehyun     | Hoàng Tinh Kiều        | Kanno Miyu       | Shin Cậu bé bút chì             | 14 | Kim Chaehyun     | Lý Y Mạn               | Kuwahara Ayana   |       |
| 15       | Kim Dayeon       | Thẩm Tiểu Đình         | Ezaki Hikaru     | C/K/J Top 1                     | 15 | Kim Dayeon       | Ngô Điềm Mật           | Sakurai Miu      |       |
| 16       | Kim Doah         | Trần Hân Uy            | Okuma Sumomo     | Mỹ nhân                         | 16 | Kim Doah         | Từ Tử Nhân             | Arai Risako      |       |
| 17       | Kim Hyerim       | Hạ Nghiên              | Kubo Reina       | Hát chính, chính là tôi         | 17 | Kim Hyerim       | Mã Ngọc Linh           | Okuma Sumomo     |       |
| 18       | Kim Sein         | Lương Trác Oánh        | Nagai Manami     | Cô gái tự giáo dục K-POP        | 18 | Kim Sein         | Văn Triết              | Okazaki Momoko   |       |
| 19       | Kim Suyeon       | Phù Nhã Ngưng          | Nonaka Shana     | All Rounder                     | 19 | Kim Suyeon       | Phù Nhã Ngưng          | Nonaka Shana     |       |
| 20       | Kim Yeeun        | Cố Dật Châu            | Kawaguchi Yurina | Role-Model                      | 20 | Kim Yeeun        | Lưu Thi Kỳ             | Ikema Ruan       |       |
| 21       | Kim Yubin        | Dương Tử Cách          | Kitajima Yuna    | Hâm mộ K-Drama                  | 21 | Kim Yubin        | Lâm Thư Uẩn            | Nakamura Kyara   |       |
| 22       | Lee Chaeyun      | Lâm Thần Hàn           | Ikema Ruan       | Cô gái diễn xuất                | 22 | Lee Chaeyun      | Lương Trác Oánh        | Kishida Ririka   |       |
| 23       | Lee Hyewon       | Lương Kiều (Đại Kiều)  | Kamimoto Kotone  | Nói nhiều ENFP                  | 23 | Lee Hyewon       | Lương Kiều (Đại Kiều)  | Nagai Manami     |       |
| 24       | Lee Rayeon       | Ngô Điềm Mật           | Yamauchi Moana   | Bậc thầy ngôn ngữ               | 24 | Lee Rayeon       | Thôi Văn Mỹ Tú         | Oki Fuka         |       |
| 25       | Lee Sunwoo       | Phan Dĩnh Chi          | Hiyajo Nagomi    | 26 năm kinh nghiệm vũ đạo       | 25 | Lee Sunwoo       | Phan Dĩnh Chi          | Hiyajo Nagomi    |       |
| 26       | Lee Yeongyung    | Thôi Văn Mỹ Tú         | Sakamoto Mashiro | Có thể đã được debut cùng nhau  | 26 | Lee Yeongyung    | Hạ Nghiên              | Inaba Vivienne   |       |
| 27       | Lee Yunji        | Lưu Thi Kỳ             | Murakami Yume    | Thể thao                        | 27 | Lee Yunji        | Cố Dật Châu            | Murakami Yume    |       |
| 28       | Ryu Sion         | Trương Cạnh            | Terasaki Hina    | Quản gia mèo                    | 28 | Ryu Sion         | Trương Cạnh            | Terasaki Hina    |       |
| 29       | Seo Youngeun     | Hà Tư Trừng            | Inaba Vivienne   | Những nữ vũ công ballet         | 29 | Seo Youngeun     | Thẩm Tiểu Đình         | Kawaguchi Yurina |       |
| 30       | Sim Seungeun     | Giản Tử Linh           | Ando Rinka       | Tôi biết cách nhảy              | 30 | Sim Seungeun     | Giản Tử Linh           | Ando Rinka       |       |
| 31       | Suh Jimin        | Châu Tâm Ngữ           | May              | Những cô gái khổng lồ           | 31 | Suh Jimin        | Vương Thu Như          | Ito Miyu         |       |
| 32       | Yoon Jia         | Lý Y Mạn               | Oki Fuka         | Socola-Bạc hà                   | 32 | Yoon Jia         | Châu Tâm Ngữ           | Shima Moka       |       |
| 33       | You Dayeon       | Tô Nhuế Kỳ             | Kishida Ririka   | Sống còn một lần nữa            | 33 | You Dayeon       | Từ Nhược Duy           | Kamikura Rei     |       |

### Hạng cell
Phân loại màu:
Hạng cell được công bố sau tập 5 và được dựa trên số điểm mà cell đó đạt được.
Những cell bị loại ở tập 5 không được công bố điểm.
| Hạng | Cell             | Cell                  | Cell             | Bình chọn |    | Rank          | Cell                   | Cell           | Cell | Bình chọn |
| Hạng | K                | C                     | J                | Bình chọn | K  | Rank          | C                      | J              |      | Bình chọn |
| ---- | ---------------- | --------------------- | ---------------- | --------- | -- | ------------- | ---------------------- | -------------- | ---- | --------- |
| 1    | Choi Yujin       | Thái Băng             | May              | 2,929,629 | 18 | Kim Sein      | Văn Triết              | Okazaki Momoko | —    |           |
| 2    | Seo Youngeun     | Thẩm Tiểu Đình        | Kawaguchi Yurina | 2,649,735 | 19 | You Dayeon    | Từ Nhược Duy           | Kamikura Rei   | —    |           |
| 3    | Jeong Jiyoon     | Tô Nhuế Kỳ            | Ezaki Hikaru     | 2,048,599 | 20 | Kim Hyerim    | Mã Ngọc Linh           | Okuma Sumomo   | —    |           |
| 4    | Kang Yeseo       | Hoàng Tinh Kiều       | Sakamoto Mashiro | 1,912,854 | 21 | Lee Yeongyung | Hạ Nghiên              | Inaba Vivienne | —    |           |
| 5    | Kim Chaehyun     | Lý Y Mạn              | Kuwahara Ayana   | 1,153,957 | 22 | Sim Seungeun  | Giản Tử Linh           | Ando Rinka     | —    |           |
| 6    | Kim Doah         | Từ Tử Nhân            | Arai Risako      | 1,134,128 | 23 | Joung Min     | Lương Kiều (Tiểu Kiều) | Hayashi Fuko   | —    |           |
| 7    | Huening Bahiyyih | Hứa Niệm Từ           | Sakamoto Shihona | 1,025,869 | 24 | Lee Sunwoo    | Phan Dĩnh Chi          | Hiyajo Nagomi  | —    |           |
| 8    | Kim Suyeon       | Phù Nhã Ngưng         | Nonaka Shana     | 640,747   | 25 | Kim Yeeun     | Lưu Thi Kỳ             | Ikema Ruan     | —    |           |
| 9    | Kim Dayeon       | Ngô Điềm Mật          | Sakurai Miu      | 589,272   | 26 | Lee Yunji     | Cố Dật Châu            | Murakami Yume  | —    |           |
| 10   | Choi Yeyoung     | Trần Hân Uy           | Kubo Reina       | 490,970   | 27 | Lee Rayeon    | Thôi Văn Mỹ Tú         | Oki Fuka       | —    |           |
| 11   | Guinn Myah       | Dương Tử Cách         | Kamimoto Kotone  | 485,596   | 28 | Suh Jimin     | Vương Thu Như          | Ito Miyu       | —    |           |
| 12   | Huh Jiwon        | Chiayi                | Yamauchi Moana   | 467,491   | 29 | Ryu Sion      | Trương Cạnh            | Terasaki Hina  | —    |           |
| 13   | Lee Chaeyun      | Lương Trác Oánh       | Kishida Ririka   | 431,400   | 30 | Choi Hyerin   | Lưu Dụ Hàn             | Aratake Rinka  | —    |           |
| 14   | Lee Hyewon       | Lương Kiều (Đại Kiều) | Nagai Manami     | 419,671   | 31 | Kim Yubin     | Lâm Thư Uấn            | Nakamura Kyara | —    |           |
| 15   | An Jeongmin      | Vương Nhã Lạc         | Fujimoto Ayaka   | 392,201   | 32 | Han Dana      | Lâm Thần Hàn           | Kitajima Yuna  | —    |           |
| 16   | Kim Bora         | Trương Lạc Phi        | Hayase Hana      | 383,678   | 33 | Cho Haeun     | Hà Tư Trừng            | Kanno Miyu     | —    |           |
| 17   | Yoon Jia         | Châu Tâm Ngữ          | Shima Moka       | 370,017   |    |               |                        |                |      |           |

## Danh sách tiết mục

### Sân khấu hành tinh (Tập 1–2)
Phân loại màu:
Các đội dựa trên quốc tịch và được thành lập trước tập 1; tên nhóm được lấy từ kênh YouTube chính thức của Mnet, Mnet K-POP.
Số in đậm là đội có màn trình diễn không được phát sóng một phần hoặc toàn bộ.
| Tiết mục | Tiết mục              | Tiết mục      | Đội                    | Thí sinh               |       | Tiết mục                      | Tiết mục          | Tiết mục            | Đội              | Thí sinh |
| #        | Nghệ sĩ               | Bài hát       | Đội                    | Thí sinh               | #     | Nghệ sĩ                       | Bài hát           |                     | Đội              | Thí sinh |
| Tập 1    | Tập 1                 | Tập 1         | Tập 1                  | Tập 1                  | Tập 2 | Tập 2                         | Tập 2             | Tập 2               | Tập 2            |          |
| -------- | --------------------- | ------------- | ---------------------- | ---------------------- | ----- | ----------------------------- | ----------------- | ------------------- | ---------------- | -------- |
| 1        | Produce 48            | "Rumor"       | Visual Killer          | Trần Hân Uy            | 19    | Mamamoo                       | "Gogobebe"        | Joker               | Oki Fuka         |          |
| 1        | Produce 48            | "Rumor"       | Visual Killer          | Hoàng Tinh Kiều        | 19    | Mamamoo                       | "Gogobebe"        | Joker               | Kubo Reina       |          |
| 1        | Produce 48            | "Rumor"       | Visual Killer          | Thẩm Tiểu Đình         | 19    | Mamamoo                       | "Gogobebe"        | Joker               | Sakamoto Shihona |          |
| 1        | Produce 48            | "Rumor"       | Visual Killer          | Từ Nhược Duy           | 19    | Mamamoo                       | "Gogobebe"        | Joker               | Ando Rinka       |          |
| 2        | Twice                 | "Fancy"       | Crystal Girls          | Hayase Hana            | 20    | Apink                         | "Mr. Chu"         | Eighteen Girls      | Kim Yeeun        |          |
| 2        | Twice                 | "Fancy"       | Crystal Girls          | Kawaguchi Yurina       | 20    | Apink                         | "Mr. Chu"         | Eighteen Girls      | Lee Hyewon       |          |
| 2        | Twice                 | "Fancy"       | Crystal Girls          | Kishida Ririka         | 20    | Apink                         | "Mr. Chu"         | Eighteen Girls      | Huening Bahiyyih |          |
| 2        | Twice                 | "Fancy"       | Crystal Girls          | Kitajima Yuna          | 20    | Apink                         | "Mr. Chu"         | Eighteen Girls      | Cho Haeun        |          |
| 2        | Twice                 | "Fancy"       | Crystal Girls          | Murakami Yume          | 21    | Seulgi, SinB, Chungha, Soyeon | "Wow Thing"       | Fireworks           | You Dayeon       |          |
| 3        | Aespa                 | "Black Mamba" | Cuties                 | An Jeongmin            | 21    | Seulgi, SinB, Chungha, Soyeon | "Wow Thing"       | Fireworks           | Kim Hyerim       |          |
| 3        | Aespa                 | "Black Mamba" | Cuties                 | Kim Chaehyun           | 21    | Seulgi, SinB, Chungha, Soyeon | "Wow Thing"       | Fireworks           | Lee Sunwoo       |          |
| 3        | Aespa                 | "Black Mamba" | Cuties                 | Lee Yunji              | 21    | Seulgi, SinB, Chungha, Soyeon | "Wow Thing"       | Fireworks           | Kim Doah         |          |
| 4        | NCT 127               | "Kick It"     | Hot~Sauce              | Yoon Jia               | 22    | Chungha                       | "Snapping"        | Trung Quốc          | Tô Nhuế Kỳ       |          |
| 4        | NCT 127               | "Kick It"     | Hot~Sauce              | Seo Youngeun           | 23    | Gain                          | "Paradise Lost"   | Hàn Quốc            | Sim Seungeun     |          |
| 5        | (G)I-dle              | "Dumdi Dumdi" | December Girl          | Hiyajo Nagomi          | 24    | Hwasa                         | "Maria"           | Dreaming Magic Girl | Cố Dật Châu      |          |
| 5        | (G)I-dle              | "Dumdi Dumdi" | December Girl          | Sakamoto Mashiro       | 24    | Hwasa                         | "Maria"           | Dreaming Magic Girl | Giản Tử Linh     |          |
| 6        | BoA                   | "Black"       | Nhật Bản               | Yamauchi Moana         | 25    | Little Mix                    | "Bounce Back"     | Bbo Yoon            | Jeong Jiyoon     |          |
| 7        | DIA                   | "Hug U"       | Spring Girls           | Arai Risako            | 25    | Little Mix                    | "Bounce Back"     | Bbo Yoon            | Kim Bora         |          |
| 7        | DIA                   | "Hug U"       | Spring Girls           | Hayashi Fuko           | 26    | HyunA                         | "Bubble Pop!"     | Hàn Quốc            | Choi Yujin       |          |
| 7        | DIA                   | "Hug U"       | Spring Girls           | Kanno Miyu             | 27    | WJSN                          | "Boogie Up"       | Sparkling Girls     | May              |          |
| 7        | DIA                   | "Hug U"       | Spring Girls           | Nagai Manami           | 27    | WJSN                          | "Boogie Up"       | Sparkling Girls     | Fujimoto Ayaka   |          |
| 7        | DIA                   | "Hug U"       | Spring Girls           | Sakurai Miu            | 27    | WJSN                          | "Boogie Up"       | Sparkling Girls     | Inaba Vivienne   |          |
| 8        | Oh My Girl            | "Nonstop"     | Energy Youngest        | Ikema Ruan             | 27    | WJSN                          | "Boogie Up"       | Sparkling Girls     | Okuma Sumomo     |          |
| 8        | Oh My Girl            | "Nonstop"     | Energy Youngest        | Kuwahara Ayana         | 28    | I.O.I                         | "Whatta Man"      | Electric Shock      | Huh Jiwon        |          |
| 9        | Blackpink             | "Boombayah"   | Burn Crush             | Ezaki Hikaru           | 28    | I.O.I                         | "Whatta Man"      | Electric Shock      | Kim Yubin        |          |
| 9        | Blackpink             | "Boombayah"   | Burn Crush             | Kamikura Rei           | 28    | I.O.I                         | "Whatta Man"      | Electric Shock      | Suh Jimin        |          |
| 9        | Blackpink             | "Boombayah"   | Burn Crush             | Kamimoto Kotone        | 28    | I.O.I                         | "Whatta Man"      | Electric Shock      | Lee Rayeon       |          |
| 9        | Blackpink             | "Boombayah"   | Burn Crush             | Nonaka Shana           | 29    | (G)I-dle                      | "Latata"          | Witches             | Aratake Rinka    |          |
| 10       | K/DA                  | "Pop/Stars"   | Shooting~Star          | Choi Yeyoung           | 29    | (G)I-dle                      | "Latata"          | Witches             | Nakamura Kyara   |          |
| 10       | K/DA                  | "Pop/Stars"   | Shooting~Star          | Kim Dayeon             | 29    | (G)I-dle                      | "Latata"          | Witches             | Shima Moka       |          |
| 10       | K/DA                  | "Pop/Stars"   | Shooting~Star          | Kim Suyeon             | 30    | Sunmi                         | "Siren"           | Trung Quốc          | Từ Tử Nhân       |          |
| 11       | Iz*One                | "Violeta"     | Luxury Proportion Girl | Thôi Văn Mỹ Tú         | 31    | Produce 48                    | "1000%"           | Marshmallows        | Ito Miyu         |          |
| 11       | Iz*One                | "Violeta"     | Luxury Proportion Girl | Vương Thu Như          | 31    | Produce 48                    | "1000%"           | Marshmallows        | Terasaki Hina    |          |
| 11       | Iz*One                | "Violeta"     | Luxury Proportion Girl | Hạ Nghiên              | 31    | Produce 48                    | "1000%"           | Marshmallows        | Okazaki Momoko   |          |
| 11       | Iz*One                | "Violeta"     | Luxury Proportion Girl | Dương Tử Cách          | 32    | Twice                         | "I Can't Stop Me" | Cotton Candy        | Lee Yeongyung    |          |
| 11       | Iz*One                | "Violeta"     | Luxury Proportion Girl | Trương Lạc Phi         | 32    | Twice                         | "I Can't Stop Me" | Cotton Candy        | Joung Min        |          |
| 11       | Iz*One                | "Violeta"     | Luxury Proportion Girl | Châu Tâm Ngữ           | 32    | Twice                         | "I Can't Stop Me" | Cotton Candy        | Han Dana         |          |
| 12       | 4Minute               | "Crazy"       | Monster Baby           | Guinn Myah             | 32    | Twice                         | "I Can't Stop Me" | Cotton Candy        | Ryu Sion         |          |
| 12       | 4Minute               | "Crazy"       | Monster Baby           | Kang Yeseo             | 32    | Twice                         | "I Can't Stop Me" | Cotton Candy        | Choi Hyerin      |          |
| 12       | 4Minute               | "Crazy"       | Monster Baby           | Kim Sein               |       |                               |                   |                     |                  |          |
| 12       | 4Minute               | "Crazy"       | Monster Baby           | Lee Chaeyun            |       |                               |                   |                     |                  |          |
| 13       | WJSN-Chocome          | "Hmph!"       | Twins                  | Lương Kiều (Đại Kiều)  |       |                               |                   |                     |                  |          |
| 13       | WJSN-Chocome          | "Hmph!"       | Twins                  | Lương Kiều (Tiểu Kiều) |       |                               |                   |                     |                  |          |
| 14       | Itzy                  | "Wannabe"     | Pallet Girls           | Lương Trác Oánh        |       |                               |                   |                     |                  |          |
| 14       | Itzy                  | "Wannabe"     | Pallet Girls           | Lý Y Mạn               |       |                               |                   |                     |                  |          |
| 14       | Itzy                  | "Wannabe"     | Pallet Girls           | Lâm Thư Uẩn            |       |                               |                   |                     |                  |          |
| 14       | Itzy                  | "Wannabe"     | Pallet Girls           | Phan Dĩnh Chi          |       |                               |                   |                     |                  |          |
| 14       | Itzy                  | "Wannabe"     | Pallet Girls           | Ngô Điềm Mật           |       |                               |                   |                     |                  |          |
| 15       | Girls' Generation-TTS | "Twinkle"     | Shining Girl           | Lưu Thi Kỳ             |       |                               |                   |                     |                  |          |
| 15       | Girls' Generation-TTS | "Twinkle"     | Shining Girl           | Mã Ngọc Linh           |       |                               |                   |                     |                  |          |
| 15       | Girls' Generation-TTS | "Twinkle"     | Shining Girl           | Vương Nhã Lạc          |       |                               |                   |                     |                  |          |
| 16       | Oh My Girl            | "Dolphin"     | S2                     | Hà Tư Trừng            |       |                               |                   |                     |                  |          |
| 16       | Oh My Girl            | "Dolphin"     | S2                     | Hứa Niệm Từ            |       |                               |                   |                     |                  |          |
| 17       | T-ara                 | "Roly-Poly"   | 0505 Youngest          | Lâm Thần Hàm           |       |                               |                   |                     |                  |          |
| 17       | T-ara                 | "Roly-Poly"   | 0505 Youngest          | Lưu Dụ Hàn             |       |                               |                   |                     |                  |          |
| 18       | CLC                   | "Helicopter"  | Strong Girls           | Thái Băng              |       |                               |                   |                     |                  |          |
| 18       | CLC                   | "Helicopter"  | Strong Girls           | Trương Cạnh            |       |                               |                   |                     |                  |          |
| 18       | CLC                   | "Helicopter"  | Strong Girls           | Chiayi                 |       |                               |                   |                     |                  |          |
| 18       | CLC                   | "Helicopter"  | Strong Girls           | Phù Nhã Ngưng          |       |                               |                   |                     |                  |          |
| 18       | CLC                   | "Helicopter"  | Strong Girls           | Văn Triết              |       |                               |                   |                     |                  |          |

### Nhiệm vụ kết nối (Tập 2-4)
Phân loại màu:
- Đội chiến thắng
- Nhóm trưởng
- Killing Part

In đậm biểu thị các cell đã chọn các cell khác để tạo thành đội. Các đội đã được thành lập trong Tập 2 và các màn đấu nhóm sẽ được trình chiếu trong Tập 3 và 4.
Các đội chiến thắng có số phiếu bầu của họ được nhân lên trong 24 giờ qua trước khi cuộc bỏ phiếu kết thúc vào ngày 28 tháng 8 lúc 10 giờ sáng KST; Các đội chiến thắng biểu diễn một bài hát của nhóm nhạc nữ sẽ nhận được hệ số x2 trong khi đội chiến thắng biểu diễn một bài hát của nhóm nhạc nam sẽ nhận được hệ số nhân x3.
Trong số các đội chiến thắng, "Yes or Yes" Đội 1 (Keep Missing You) đã được chọn để biểu diễn tại M Countdown.
| Tiết mục   | Tiết mục                  | Đội                              | Điểm | Thí sinh     | Thí sinh               | Kết quả vòng loại 1 | Kết quả vòng loại 1 |
| Nghệ sĩ    | Bài hát                   | Đội                              | Điểm | Vai trò      | Tên                    | Xếp hạng cell       | Tình trạng          |
| ---------- | ------------------------- | -------------------------------- | ---- | ------------ | ---------------------- | ------------------- | ------------------- |
| Twice      | "Yes or Yes"              | 자꾸 보고싶넹 (Keep Missing You) | –    | Hát chính    | Kim Hyerim             | 20                  | Planet Pass         |
| Twice      | "Yes or Yes"              | 자꾸 보고싶넹 (Keep Missing You) | –    | Vocal 1      | Kim Chaehyun           | 5                   | O                   |
| Twice      | "Yes or Yes"              | 자꾸 보고싶넹 (Keep Missing You) | –    | Vocal 2      | Yamauchi Moana         | 12                  | O                   |
| Twice      | "Yes or Yes"              | 자꾸 보고싶넹 (Keep Missing You) | –    | Vocal 3      | Lý Y Mạn               | 5                   | O                   |
| Twice      | "Yes or Yes"              | 자꾸 보고싶넹 (Keep Missing You) | –    | Vocal 4      | Kuwahara Ayana         | 5                   | O                   |
| Twice      | "Yes or Yes"              | 자꾸 보고싶넹 (Keep Missing You) | –    | Vocal 5      | Huh Jiwon              | 12                  | O                   |
| Twice      | "Yes or Yes"              | 자꾸 보고싶넹 (Keep Missing You) | –    | Vocal 6      | Chiayi                 | 12                  | O                   |
| Twice      | "Yes or Yes"              | 자꾸 보고싶넹 (Keep Missing You) | –    | Vocal 7      | Okuma Sumomo           | 20                  | Bị loại             |
| Twice      | "Yes or Yes"              | 자꾸 보고싶넹 (Keep Missing You) | –    | Vocal 8      | Mã Ngọc Linh           | 20                  | Bị loại             |
| Twice      | "Yes or Yes"              | 에너지 바 (Energy Bar!)          | –    | Hát chính    | Kim Sein               | 18                  | Bị loại             |
| Twice      | "Yes or Yes"              | 에너지 바 (Energy Bar!)          | –    | Vocal 1      | Kishida Ririka         | 13                  | O                   |
| Twice      | "Yes or Yes"              | 에너지 바 (Energy Bar!)          | –    | Vocal 2      | Văn Triết              | 18                  | Planet Pass         |
| Twice      | "Yes or Yes"              | 에너지 바 (Energy Bar!)          | –    | Vocal 3      | Từ Tử Nhân             | 6                   | O                   |
| Twice      | "Yes or Yes"              | 에너지 바 (Energy Bar!)          | –    | Vocal 4      | Arai Risako            | 6                   | O                   |
| Twice      | "Yes or Yes"              | 에너지 바 (Energy Bar!)          | –    | Vocal 5      | Lương Trác Oánh        | 13                  | O                   |
| Twice      | "Yes or Yes"              | 에너지 바 (Energy Bar!)          | –    | Vocal 6      | Okazaki Momoko         | 18                  | Bị loại             |
| Twice      | "Yes or Yes"              | 에너지 바 (Energy Bar!)          | –    | Vocal 7      | Lee Chaeyun            | 13                  | O                   |
| Twice      | "Yes or Yes"              | 에너지 바 (Energy Bar!)          | –    | Vocal 8      | Kim Doah               | 6                   | O                   |
| Blackpink  | "How You Like That"       | 플랜 걸스 (Plan Girls)           | –    | Rapper chính | Thái Băng              | 1                   | O                   |
| Blackpink  | "How You Like That"       | 플랜 걸스 (Plan Girls)           | –    | Rapper 1     | Hạ Nghiên              | 21                  | Bị loại             |
| Blackpink  | "How You Like That"       | 플랜 걸스 (Plan Girls)           | –    | Rapper 2     | Lee Yeongyung          | 21                  | Bị loại             |
| Blackpink  | "How You Like That"       | 플랜 걸스 (Plan Girls)           | –    | Rapper 3     | Inaba Vivienne         | 21                  | Bị loại             |
| Blackpink  | "How You Like That"       | 플랜 걸스 (Plan Girls)           | –    | Vocal 1      | Seo Youngeun           | 2                   | O                   |
| Blackpink  | "How You Like That"       | 플랜 걸스 (Plan Girls)           | –    | Vocal 2      | Choi Yujin             | 1                   | O                   |
| Blackpink  | "How You Like That"       | 플랜 걸스 (Plan Girls)           | –    | Vocal 3      | May                    | 1                   | O                   |
| Blackpink  | "How You Like That"       | 플랜 걸스 (Plan Girls)           | –    | Vocal 4      | Kawaguchi Yurina       | 2                   | O                   |
| Blackpink  | "How You Like That"       | 플랜 걸스 (Plan Girls)           | –    | Vocal 5      | Thẩm Tiểu Đình         | 2                   | O                   |
| Blackpink  | "How You Like That"       | 히든 카드 (Hidden Card)          | –    | Rapper chính | Yoon Jia               | 17                  | O                   |
| Blackpink  | "How You Like That"       | 히든 카드 (Hidden Card)          | –    | Rapper 1     | Kim Dayeon             | 9                   | O                   |
| Blackpink  | "How You Like That"       | 히든 카드 (Hidden Card)          | –    | Rapper 2     | Giản Tử Linh           | 22                  | Bị loại             |
| Blackpink  | "How You Like That"       | 히든 카드 (Hidden Card)          | –    | Rapper 3     | Shima Moka             | 17                  | O                   |
| Blackpink  | "How You Like That"       | 히든 카드 (Hidden Card)          | –    | Vocal 1      | Châu Tâm Ngữ           | 17                  | O                   |
| Blackpink  | "How You Like That"       | 히든 카드 (Hidden Card)          | –    | Vocal 2      | Sim Seungeun           | 22                  | Bị loại             |
| Blackpink  | "How You Like That"       | 히든 카드 (Hidden Card)          | –    | Vocal 3      | Sakurai Miu            | 9                   | O                   |
| Blackpink  | "How You Like That"       | 히든 카드 (Hidden Card)          | –    | Vocal 4      | Ngô Điềm Mật           | 9                   | O                   |
| Blackpink  | "How You Like That"       | 히든 카드 (Hidden Card)          | –    | Vocal 5      | Ando Rinka             | 22                  | Bị loại             |
| Iz*One     | "Fiesta"                  | 크라운 (Crown)                   | –    | Hát chính    | Lee Sunwoo             | 24                  | Bị loại             |
| Iz*One     | "Fiesta"                  | 크라운 (Crown)                   | –    | Vocal 1      | Trần Hân Uy            | 10                  | O                   |
| Iz*One     | "Fiesta"                  | 크라운 (Crown)                   | –    | Vocal 2      | Sakamoto Mashiro       | 4                   | O                   |
| Iz*One     | "Fiesta"                  | 크라운 (Crown)                   | –    | Vocal 3      | Kubo Reina             | 10                  | O                   |
| Iz*One     | "Fiesta"                  | 크라운 (Crown)                   | –    | Vocal 4      | Kang Yeseo             | 4                   | O                   |
| Iz*One     | "Fiesta"                  | 크라운 (Crown)                   | –    | Vocal 5      | Hoàng Tinh Kiều        | 4                   | O                   |
| Iz*One     | "Fiesta"                  | 크라운 (Crown)                   | –    | Vocal 6      | Hiyajo Nagomi          | 24                  | Bị loại             |
| Iz*One     | "Fiesta"                  | 크라운 (Crown)                   | –    | Vocal 7      | Choi Yeyoung           | 10                  | O                   |
| Iz*One     | "Fiesta"                  | 크라운 (Crown)                   | –    | Vocal 8      | Phan Dĩnh Chi          | 24                  | Bị loại             |
| Iz*One     | "Fiesta"                  | Butterfly                        | –    | Hát chính    | Ito Miyu               | 28                  | Bị loại             |
| Iz*One     | "Fiesta"                  | Butterfly                        | –    | Vocal 1      | Kim Yubin              | 31                  | Bị loại             |
| Iz*One     | "Fiesta"                  | Butterfly                        | –    | Vocal 2      | Huening Bahiyyih       | 7                   | O                   |
| Iz*One     | "Fiesta"                  | Butterfly                        | –    | Vocal 3      | Sakamoto Shihona       | 7                   | O                   |
| Iz*One     | "Fiesta"                  | Butterfly                        | –    | Vocal 4      | Suh Jimin              | 28                  | Bị loại             |
| Iz*One     | "Fiesta"                  | Butterfly                        | –    | Vocal 5      | Hứa Niệm Từ            | 7                   | O                   |
| Iz*One     | "Fiesta"                  | Butterfly                        | –    | Vocal 6      | Vương Thu Như          | 28                  | Bị loại             |
| Iz*One     | "Fiesta"                  | Butterfly                        | –    | Vocal 7      | Nakamura Kyara         | 31                  | Bị loại             |
| Iz*One     | "Fiesta"                  | Butterfly                        | –    | Vocal 8      | Lâm Thư Uẩn            | 31                  | Bị loại             |
| Oh My Girl | "The Fifth Season"        | 우리의 계절 (Our Season)         | –    | Hát chính    | Kim Bora               | 16                  | O                   |
| Oh My Girl | "The Fifth Season"        | 우리의 계절 (Our Season)         | –    | Rapper 1     | Terasaki Hina          | 29                  | Bị loại             |
| Oh My Girl | "The Fifth Season"        | 우리의 계절 (Our Season)         | –    | Vocal 1      | Nagai Manami           | 14                  | O                   |
| Oh My Girl | "The Fifth Season"        | 우리의 계절 (Our Season)         | –    | Vocal 2      | Trương Lạc Phi         | 16                  | O                   |
| Oh My Girl | "The Fifth Season"        | 우리의 계절 (Our Season)         | –    | Vocal 3      | Lee Hyewon             | 14                  | O                   |
| Oh My Girl | "The Fifth Season"        | 우리의 계절 (Our Season)         | –    | Vocal 4      | Hayase Hana            | 16                  | O                   |
| Oh My Girl | "The Fifth Season"        | 우리의 계절 (Our Season)         | –    | Vocal 5      | Ryu Sion               | 29                  | Bị loại             |
| Oh My Girl | "The Fifth Season"        | 우리의 계절 (Our Season)         | –    | Vocal 6      | Lương Kiều (Đại Kiều)  | 14                  | O                   |
| Oh My Girl | "The Fifth Season"        | 우리의 계절 (Our Season)         | –    | Vocal 7      | Trương Cạnh            | 29                  | Bị loại             |
| Oh My Girl | "The Fifth Season"        | 오마이갓 (Oh My God!)            | –    | Hát chính    | Lee Rayeon             | 27                  | Bị loại             |
| Oh My Girl | "The Fifth Season"        | 오마이갓 (Oh My God!)            | –    | Rapper 1     | Lương Kiều (Tiểu Kiều) | 23                  | Bị loại             |
| Oh My Girl | "The Fifth Season"        | 오마이갓 (Oh My God!)            | –    | Vocal 1      | Hayashi Fuko           | 23                  | Bị loại             |
| Oh My Girl | "The Fifth Season"        | 오마이갓 (Oh My God!)            | –    | Vocal 2      | Cho Haeun              | 33                  | Bị loại             |
| Oh My Girl | "The Fifth Season"        | 오마이갓 (Oh My God!)            | –    | Vocal 3      | Thôi Văn Mỹ Tú         | 27                  | Bị loại             |
| Oh My Girl | "The Fifth Season"        | 오마이갓 (Oh My God!)            | –    | Vocal 4      | Oki Fuka               | 27                  | Bị loại             |
| Oh My Girl | "The Fifth Season"        | 오마이갓 (Oh My God!)            | –    | Vocal 5      | Hà Tư Trừng            | 33                  | Bị loại             |
| Oh My Girl | "The Fifth Season"        | 오마이갓 (Oh My God!)            | –    | Vocal 6      | Kanno Miyu             | 33                  | Bị loại             |
| Oh My Girl | "The Fifth Season"        | 오마이갓 (Oh My God!)            | –    | Vocal 7      | Joung Min              | 23                  | Bị loại             |
| EBS        | "The Eve" (EXO)           | Red Moon                         | 517  | Hát chính    | Jeong Jiyoon           | 03                  | O                   |
| EBS        | "The Eve" (EXO)           | Red Moon                         | 517  | Vocal 1      | Phù Nhã Ngưng          | 08                  | O                   |
| EBS        | "The Eve" (EXO)           | Red Moon                         | 517  | Vocal 2      | Nonaka Shana           | 08                  | O                   |
| EBS        | "The Eve" (EXO)           | Red Moon                         | 517  | Vocal 3      | Ezaki Hikaru           | 03                  | O                   |
| EBS        | "The Eve" (EXO)           | Red Moon                         | 517  | Vocal 4      | You Dayeon             | 19                  | Bị loại             |
| EBS        | "The Eve" (EXO)           | Red Moon                         | 517  | Vocal 5      | Tô Nhuế Kỳ             | 03                  | O                   |
| EBS        | "The Eve" (EXO)           | Red Moon                         | 517  | Vocal 6      | Kamikura Rei           | 19                  | Bị loại             |
| EBS        | "The Eve" (EXO)           | Red Moon                         | 517  | Vocal 7      | Kim Suyeon             | 08                  | O                   |
| EBS        | "The Eve" (EXO)           | Red Moon                         | 517  | Vocal 8      | Từ Nhược Duy           | 19                  | Bị loại             |
| EBS        | "Mic Drop" (by BTS)       | 카리스마스크 (Charismask)        | 453  | Rapper chính | Lâm Thần Hàn           | 32                  | Bị loại             |
| EBS        | "Mic Drop" (by BTS)       | 카리스마스크 (Charismask)        | 453  | Rapper 1     | Vương Nhã Lạc          | 15                  | O                   |
| EBS        | "Mic Drop" (by BTS)       | 카리스마스크 (Charismask)        | 453  | Rapper 2     | Choi Hyerin            | 30                  | Bị loại             |
| EBS        | "Mic Drop" (by BTS)       | 카리스마스크 (Charismask)        | 453  | Rapper 3     | Aratake Rinka          | 30                  | Bị loại             |
| EBS        | "Mic Drop" (by BTS)       | 카리스마스크 (Charismask)        | 453  | Vocal 1      | An Jeongmin            | 15                  | O                   |
| EBS        | "Mic Drop" (by BTS)       | 카리스마스크 (Charismask)        | 453  | Vocal 2      | Lưu Dụ Hàn             | 30                  | Bị loại             |
| EBS        | "Mic Drop" (by BTS)       | 카리스마스크 (Charismask)        | 453  | Vocal 3      | Han Dana               | 32                  | Bị loại             |
| EBS        | "Mic Drop" (by BTS)       | 카리스마스크 (Charismask)        | 453  | Vocal 4      | Kitajima Yuna          | 32                  | Bị loại             |
| EBS        | "Mic Drop" (by BTS)       | 카리스마스크 (Charismask)        | 453  | Vocal 5      | Fujimoto Ayaka         | 15                  | O                   |
| EBS        | "Pretty U" (by Seventeen) | q-teen                           | 526  | Hát chính    | Lưu Thi Kỳ             | 25                  | Bị loại             |
| EBS        | "Pretty U" (by Seventeen) | q-teen                           | 526  | Vocal 1      | Kim Yeeun              | 25                  | Bị loại             |
| EBS        | "Pretty U" (by Seventeen) | q-teen                           | 526  | Vocal 2      | Dương Tử Cách          | 11                  | O                   |
| EBS        | "Pretty U" (by Seventeen) | q-teen                           | 526  | Vocal 3      | Murakami Yume          | 26                  | Bị loại             |
| EBS        | "Pretty U" (by Seventeen) | q-teen                           | 526  | Vocal 4      | Lee Yunji              | 26                  | Bị loại             |
| EBS        | "Pretty U" (by Seventeen) | q-teen                           | 526  | Rapper 1     | Kamimoto Kotone        | 11                  | O                   |
| EBS        | "Pretty U" (by Seventeen) | q-teen                           | 526  | Rapper 2     | Ikema Ruan             | 25                  | Planet Pass         |
| EBS        | "Pretty U" (by Seventeen) | q-teen                           | 526  | Rapper 3     | Guinn Myah             | 11                  | O                   |
| EBS        | "Pretty U" (by Seventeen) | q-teen                           | 526  | Rapper 4     | Cố Dật Châu            | 26                  | Bị loại             |

### Nhiệm vụ kết hợp (Tập 6–7)
Phân loại màu:
- Đội chiến thắng
- Nhóm trưởng
- Killing Part
- Nhóm trưởng và Killing Part

Các đội được thành lập trong Tập 6. Các thí sinh được chia thành một trong hai đội 3, 6 hoặc 9. Các màn trình diễn đã được trình chiếu trong Tập 6 và 7.
Không giống như Nhiệm vụ kết nối, các bài hát ở nhiệm vụ kết hợp dành riêng cho một số khía cạnh của màn trình diễn như Vocal hoặc Dance.
Các thí sinh trong các đội chiến thắng mỗi người nhận được số điểm lợi ích là 270.000 điểm chia cho số thành viên trong nhóm.
| Loại            | Màn trình diễn  | Màn trình diễn          | Màn trình diễn         | Đội                             | Điểm            | Thí sinh              | Kết quả vòng loại 2 | Kết quả vòng loại 2 |
| Loại            | #               | Nghệ sĩ                 | Bài hát                | Đội                             | Điểm            | Thí sinh              | Xếp hạng            | Tình trạng          |
| Nhóm 3 thí sinh | Nhóm 3 thí sinh | Nhóm 3 thí sinh         | Nhóm 3 thí sinh        | Nhóm 3 thí sinh                 | Nhóm 3 thí sinh | Nhóm 3 thí sinh       | Nhóm 3 thí sinh     | Nhóm 3 thí sinh     |
| --------------- | --------------- | ----------------------- | ---------------------- | ------------------------------- | --------------- | --------------------- | ------------------- | ------------------- |
| Rap             | 1               | Woo Won-jae             | "We Are"               | 새벽 갬성 (Late Night Mood)     | –               | Kim Bora              | K07 (P21)           | O                   |
| Rap             | 1               | Woo Won-jae             | "We Are"               | 새벽 갬성 (Late Night Mood)     | –               | Nagai Manami          | J05 (P13)           | O                   |
| Rap             | 1               | Woo Won-jae             | "We Are"               | 새벽 갬성 (Late Night Mood)     | –               | Văn Triết             | C05 (P15)           | O                   |
| Dance           | 3               | Meghan Trainor          | "No Excuses"           | Bling Cling Girls               | –               | Kim Suyeon            | K10                 | Planet Pass         |
| Dance           | 3               | Meghan Trainor          | "No Excuses"           | Bling Cling Girls               | –               | Ezaki Hikaru          | J03 (P4)            | O                   |
| Dance           | 3               | Meghan Trainor          | "No Excuses"           | Bling Cling Girls               | –               | Dương Tử Cách         | C11                 | Bị loại             |
| Vocal           | 5               | Taeyeon                 | "All About You"        | Girl's Poem                     | –               | Choi Yeyoung          | K17                 | Bị loại             |
| Vocal           | 5               | Taeyeon                 | "All About You"        | Girl's Poem                     | –               | Sakurai Miu           | J11                 | Bị loại             |
| Vocal           | 5               | Taeyeon                 | "All About You"        | Girl's Poem                     | –               | Hoàng Tinh Kiều       | C03 (P7)            | O                   |
| Vocal           | 6               | ITZY                    | "Mafia in the Morning" | 마지야 (Majiya)                 | 93.83           | Huh Jiwon             | K16                 | Bị loại             |
| Vocal           | 6               | ITZY                    | "Mafia in the Morning" | 마지야 (Majiya)                 | 93.83           | Sakamoto Mashiro      | J02 (P3)            | O                   |
| Vocal           | 6               | ITZY                    | "Mafia in the Morning" | 마지야 (Majiya)                 | 93.83           | Phù Nhã Ngưng         | C07 (P22)           | O                   |
| Rap             | 7               | Show Me the Money 9     | "VVS"                  | V V Yes                         | –               | Lee Chaeyun           | K18                 | Bị loại             |
| Rap             | 7               | Show Me the Money 9     | "VVS"                  | V V Yes                         | –               | Kamimoto Kotone       | J09                 | Planet Pass         |
| Rap             | 7               | Show Me the Money 9     | "VVS"                  | V V Yes                         | –               | Lương Kiều (Đại Kiều) | C09                 | Bị loại             |
| Vocal           | 9               | 2PM                     | "My House"             | Dream High                      | –               | Seo Youngeun          | K05 (P16)           | O                   |
| Vocal           | 9               | 2PM                     | "My House"             | Dream High                      | –               | Kuwahara Ayana        | J12                 | Bị loại             |
| Vocal           | 9               | 2PM                     | "My House"             | Dream High                      | –               | Vương Nhã Lạc         | C12                 | Bị loại             |
| Nhóm 6 thí sinh |                 |                         |                        |                                 |                 |                       |                     |                     |
| Vocal + Rap     | 4               | BtoB                    | "Missing You"          | 소리를 그리다 (Drawing Sound)   | –               | An Jeongmin           | K13                 | Bị loại             |
| Vocal + Rap     | 4               | BtoB                    | "Missing You"          | 소리를 그리다 (Drawing Sound)   | –               | Kawaguchi Yurina      | J01 (P2)            | O                   |
| Vocal + Rap     | 4               | BtoB                    | "Missing You"          | 소리를 그리다 (Drawing Sound)   | –               | Châu Tâm Ngữ          | C13                 | Planet Pass         |
| Vocal + Rap     | 4               | BtoB                    | "Missing You"          | 소리를 그리다 (Drawing Sound)   | –               | Lee Hyewon            | K14                 | Bị loại             |
| Vocal + Rap     | 4               | BtoB                    | "Missing You"          | 소리를 그리다 (Drawing Sound)   | –               | Kubo Reina            | J10                 | Bị loại             |
| Vocal + Rap     | 4               | BtoB                    | "Missing You"          | 소리를 그리다 (Drawing Sound)   | –               | Lương Trác Oánh       | C18                 | Bị loại             |
| Vocal           | 8               | IU                      | "My Sea"               | 바다요 (Re-sea-ve)              | –               | Kim Chaehyun          | K02 (P9)            | O                   |
| Vocal           | 8               | IU                      | "My Sea"               | 바다요 (Re-sea-ve)              | –               | Nonaka Shana          | J04 (P11)           | O                   |
| Vocal           | 8               | IU                      | "My Sea"               | 바다요 (Re-sea-ve)              | –               | Từ Tử Nhân            | C08 (P23)           | O (Rời show)        |
| Vocal           | 8               | IU                      | "My Sea"               | 바다요 (Re-sea-ve)              | –               | Jeong Jiyoon          | K12                 | Bị loại             |
| Vocal           | 8               | IU                      | "My Sea"               | 바다요 (Re-sea-ve)              | –               | Sakamoto Shihona      | J14                 | Bị loại             |
| Vocal           | 8               | IU                      | "My Sea"               | 바다요 (Re-sea-ve)              | –               | Lý Y Mạn              | C10                 | Bị loại             |
| Dance           | 11              | Lee Sun-hee             | "Fate"                 | 선물 (Present)                  | 95              | Kang Yeseo            | K04 (P12)           | O                   |
| Dance           | 11              | Lee Sun-hee             | "Fate"                 | 선물 (Present)                  | 95              | May                   | J08 (P20)           | O                   |
| Dance           | 11              | Lee Sun-hee             | "Fate"                 | 선물 (Present)                  | 95              | Thẩm Tiểu Đình        | C01 (P1)            | O                   |
| Dance           | 11              | Lee Sun-hee             | "Fate"                 | 선물 (Present)                  | 95              | Tô Nhuế Kỳ            | C02 (P6)            | O                   |
| Dance           | 11              | Lee Sun-hee             | "Fate"                 | 선물 (Present)                  | 95              | Yamauchi Moana        | J13                 | Bị loại             |
| Dance           | 11              | Lee Sun-hee             | "Fate"                 | 선물 (Present)                  | 95              | Choi Yujin            | K01 (P5)            | O                   |
| Nhóm 9 thí sinh |                 |                         |                        |                                 |                 |                       |                     |                     |
| Dance           | 2               | BLACKPINK, Selena Gomez | "Ice Cream"            | 엄마는 체리 붕붕 (Cherry Swirl) | –               | Kim Dayeon            | K03 (P10)           | O                   |
| Dance           | 2               | BLACKPINK, Selena Gomez | "Ice Cream"            | 엄마는 체리 붕붕 (Cherry Swirl) | –               | Hứa Niệm Từ           | C15                 | Bị loại             |
| Dance           | 2               | BLACKPINK, Selena Gomez | "Ice Cream"            | 엄마는 체리 붕붕 (Cherry Swirl) | –               | Ikema Ruan            | J07 (P19)           | O                   |
| Dance           | 2               | BLACKPINK, Selena Gomez | "Ice Cream"            | 엄마는 체리 붕붕 (Cherry Swirl) | –               | Guinn Myah            | K06 (P17)           | O                   |
| Dance           | 2               | BLACKPINK, Selena Gomez | "Ice Cream"            | 엄마는 체리 붕붕 (Cherry Swirl) | –               | Ngô Điềm Mật          | C17                 | Bị loại             |
| Dance           | 2               | BLACKPINK, Selena Gomez | "Ice Cream"            | 엄마는 체리 붕붕 (Cherry Swirl) | –               | Kishida Ririka        | J06 (P14)           | O                   |
| Dance           | 2               | BLACKPINK, Selena Gomez | "Ice Cream"            | 엄마는 체리 붕붕 (Cherry Swirl) | –               | Huening Bahiyyih      | K08 (P24)           | O                   |
| Dance           | 2               | BLACKPINK, Selena Gomez | "Ice Cream"            | 엄마는 체리 붕붕 (Cherry Swirl) | –               | Trần Hân Uy           | C06 (P18)           | O                   |
| Dance           | 2               | BLACKPINK, Selena Gomez | "Ice Cream"            | 엄마는 체리 붕붕 (Cherry Swirl) | –               | Fujimoto Ayaka        | J17                 | Bị loại             |
| Dance           | 10              | Little Mix              | "Salute"               | look!                           | –               | Thái Băng             | C04 (P8)            | O                   |
| Dance           | 10              | Little Mix              | "Salute"               | look!                           | –               | Trương Lạc Phi        | C14                 | Bị loại             |
| Dance           | 10              | Little Mix              | "Salute"               | look!                           | –               | Chiayi                | C16                 | Bị loại             |
| Dance           | 10              | Little Mix              | "Salute"               | look!                           | –               | Yoon Jia              | K11                 | Bị loại             |
| Dance           | 10              | Little Mix              | "Salute"               | look!                           | –               | Kim Hyerim            | K15                 | Bị loại             |
| Dance           | 10              | Little Mix              | "Salute"               | look!                           | –               | Arai Risako           | J15                 | Bị loại             |
| Dance           | 10              | Little Mix              | "Salute"               | look!                           | –               | Kim Doah              | K09                 | Bị loại             |
| Dance           | 10              | Little Mix              | "Salute"               | look!                           | –               | Hayase Hana           | J18                 | Bị loại             |
| Dance           | 10              | Little Mix              | "Salute"               | look!                           | –               | Shima Moka            | J16                 | Bị loại             |

### Nhiệm vụ sáng tạo (Tập 9–10)
Phân loại màu:
- Đội chiến thắng
- Đội trưởng
- Killing Part

Các bài hát của Nhiệm vụ sáng tạo đã được tiết lộ ở cuối Tập 6.
Người xem đã bình chọn những thực tập sinh qua ứng dụng Universe mà họ muốn biểu diễn bốn bài hát được giới thiệu. Bỏ phiếu kết thúc vào ngày 11 tháng 9 lúc 10:30 tối theo giờ KST.
| Màn trình diễn         | Màn trình diễn | Màn trình diễn                                                                          | Đội              | Điểm  | Thí sinh   | Thí sinh         | Kết quả vòng loại 3 | Kết quả vòng loại 3 |
| Thể loại               | Bài hát        | Nhà sản xuất                                                                            | Đội              | Điểm  | Vị trí     | Tên              | Xếp hạng            | Tình trạng          |
| ---------------------- | -------------- | --------------------------------------------------------------------------------------- | ---------------- | ----- | ---------- | ---------------- | ------------------- | ------------------- |
| Moombahton             | "Snake" (뱀)   | - Lời và nhạc: TENZO & WWWAVE (PAPERMAKER) - Biên đạo: Jang Juhee                       | 메두사 (Medusa)  | –     | Main Vocal | Phù Nhã Ngưng    | P8                  | O                   |
| Moombahton             | "Snake" (뱀)   | - Lời và nhạc: TENZO & WWWAVE (PAPERMAKER) - Biên đạo: Jang Juhee                       | 메두사 (Medusa)  | –     | Vocal 1    | Kim Dayeon       | P2                  | O                   |
| Moombahton             | "Snake" (뱀)   | - Lời và nhạc: TENZO & WWWAVE (PAPERMAKER) - Biên đạo: Jang Juhee                       | 메두사 (Medusa)  | –     | Vocal 2    | Tô Nhuế Kỳ       | P10                 | O                   |
| Moombahton             | "Snake" (뱀)   | - Lời và nhạc: TENZO & WWWAVE (PAPERMAKER) - Biên đạo: Jang Juhee                       | 메두사 (Medusa)  | –     | Vocal 3    | Thẩm Tiểu Đình   | P1                  | O                   |
| Moombahton             | "Snake" (뱀)   | - Lời và nhạc: TENZO & WWWAVE (PAPERMAKER) - Biên đạo: Jang Juhee                       | 메두사 (Medusa)  | –     | Vocal 4    | Văn Triết        | P14                 | O                   |
| Moombahton             | "Snake" (뱀)   | - Lời và nhạc: TENZO & WWWAVE (PAPERMAKER) - Biên đạo: Jang Juhee                       | 메두사 (Medusa)  | –     | Rapper 1   | Thái Băng        | P26                 | Bị loại             |
| Moombahton             | "Snake" (뱀)   | - Lời và nhạc: TENZO & WWWAVE (PAPERMAKER) - Biên đạo: Jang Juhee                       | 메두사 (Medusa)  | –     | Rapper 2   | Ezaki Hikaru     | P4                  | O                   |
| Synthwave and Synthpop | "Shoot!"       | - Lời và nhạc: Jang Hohyun (e.one) & AKB - Biên đạo: Jang Juhee                         | 팝콘 (POP! CORN) | –     | Main Vocal | Choi Yujin       | P5                  | O                   |
| Synthwave and Synthpop | "Shoot!"       | - Lời và nhạc: Jang Hohyun (e.one) & AKB - Biên đạo: Jang Juhee                         | 팝콘 (POP! CORN) | –     | Vocal 1    | Nagai Manami     | P20                 | Bị loại             |
| Synthwave and Synthpop | "Shoot!"       | - Lời và nhạc: Jang Hohyun (e.one) & AKB - Biên đạo: Jang Juhee                         | 팝콘 (POP! CORN) | –     | Vocal 2    | Huening Bahiyyih | P13                 | O                   |
| Synthwave and Synthpop | "Shoot!"       | - Lời và nhạc: Jang Hohyun (e.one) & AKB - Biên đạo: Jang Juhee                         | 팝콘 (POP! CORN) | –     | Vocal 3    | Guinn Myah       | P25                 | Planet Pass         |
| Synthwave and Synthpop | "Shoot!"       | - Lời và nhạc: Jang Hohyun (e.one) & AKB - Biên đạo: Jang Juhee                         | 팝콘 (POP! CORN) | –     | Vocal 4    | Trần Hân Uy      | P18                 | Bị loại             |
| Synthwave and Synthpop | "Shoot!"       | - Lời và nhạc: Jang Hohyun (e.one) & AKB - Biên đạo: Jang Juhee                         | 팝콘 (POP! CORN) | –     | Vocal 5    | Kishida Ririka   | P21                 | Bị loại             |
| Synthwave and Synthpop | "Shoot!"       | - Lời và nhạc: Jang Hohyun (e.one) & AKB - Biên đạo: Jang Juhee                         | 팝콘 (POP! CORN) | –     | Vocal 6    | Ikema Ruan       | P19                 | Bị loại             |
| Electronic Dance       | "U+Me=LOVE"    | - Lời và nhạc: Alawn, Anna Timgren - Biên đạo: Back Kooyoung                            | 7 LOVE Minutes   | 94.17 | Main Vocal | Seo Youngeun     | P9                  | O                   |
| Electronic Dance       | "U+Me=LOVE"    | - Lời và nhạc: Alawn, Anna Timgren - Biên đạo: Back Kooyoung                            | 7 LOVE Minutes   | 94.17 | Vocal 1    | Nonaka Shana     | P7                  | O                   |
| Electronic Dance       | "U+Me=LOVE"    | - Lời và nhạc: Alawn, Anna Timgren - Biên đạo: Back Kooyoung                            | 7 LOVE Minutes   | 94.17 | Vocal 2    | May              | P23                 | Bị loại             |
| Electronic Dance       | "U+Me=LOVE"    | - Lời và nhạc: Alawn, Anna Timgren - Biên đạo: Back Kooyoung                            | 7 LOVE Minutes   | 94.17 | Vocal 3    | Kim Suyeon       | P17                 | O                   |
| Electronic Dance       | "U+Me=LOVE"    | - Lời và nhạc: Alawn, Anna Timgren - Biên đạo: Back Kooyoung                            | 7 LOVE Minutes   | 94.17 | Vocal 4    | Sakamoto Mashiro | P3                  | O                   |
| Electronic Dance       | "U+Me=LOVE"    | - Lời và nhạc: Alawn, Anna Timgren - Biên đạo: Back Kooyoung                            | 7 LOVE Minutes   | 94.17 | Rapper 1   | Kamimoto Kotone  | P24                 | Bị loại             |
| Electronic Dance       | "U+Me=LOVE"    | - Lời và nhạc: Alawn, Anna Timgren - Biên đạo: Back Kooyoung                            | 7 LOVE Minutes   | 94.17 | Rapper 2   | Châu Tâm Ngữ     | P22                 | Bị loại             |
| Pop Dance              | "Utopia"       | - Lời và nhạc: YOSKE, HZ (ALIVEKNOB), Iver (ALIVEKNOB) & Juno - Biên đạo: Back Kooyoung | 유니콘 (Unicorn) | –     | Main Vocal | Kim Bora         | P15                 | O                   |
| Pop Dance              | "Utopia"       | - Lời và nhạc: YOSKE, HZ (ALIVEKNOB), Iver (ALIVEKNOB) & Juno - Biên đạo: Back Kooyoung | 유니콘 (Unicorn) | –     | Vocal 1    | Kim Chaehyun     | P11                 | O                   |
| Pop Dance              | "Utopia"       | - Lời và nhạc: YOSKE, HZ (ALIVEKNOB), Iver (ALIVEKNOB) & Juno - Biên đạo: Back Kooyoung | 유니콘 (Unicorn) | –     | Vocal 2    | Hoàng Tinh Kiều  | P16                 | O                   |
| Pop Dance              | "Utopia"       | - Lời và nhạc: YOSKE, HZ (ALIVEKNOB), Iver (ALIVEKNOB) & Juno - Biên đạo: Back Kooyoung | 유니콘 (Unicorn) | –     | Vocal 3    | Kang Yeseo       | P12                 | O                   |
| Pop Dance              | "Utopia"       | - Lời và nhạc: YOSKE, HZ (ALIVEKNOB), Iver (ALIVEKNOB) & Juno - Biên đạo: Back Kooyoung | 유니콘 (Unicorn) | –     | Vocal 4    | Kawaguchi Yurina | P6                  | O                   |

### Nhiệm vụ "O.O.O" (Tập 11)
Phân loại màu:
- Người chiến thắng của Team
- Người chiến thắng và Killing Part
- Đội trưởng
- Killing Part

Đối với Nhiệm vụ O.O.O, các thực tập sinh được chia thành ba nhóm riêng biệt sẽ biểu diễn phiên bản nhóm đầu tiên của bài hát chủ đề của chương trình, "O.O.O (Over & Over & Over)". Việc chọn đội đội do người xem bình chọn từ ngày 24 tháng 9 đến ngày 27 tháng 9.
Sau đó, người xem được cho là đánh giá phần trình diễn của các thí sinh bằng cách thích video sân khấu cá nhân của thí sinh. Thời gian đánh giá kéo dài đến 10 giờ sáng KST vào ngày 10 tháng 10. Chỉ có ba người chiến thắng được chọn, mỗi lần một người. Những người chiến thắng từ đội 9 thành viên sẽ nhận được 90.000 điểm lợi ích trong khi đội chiến thắng của đội 8 thành viên sẽ nhận được lợi ích là 80.000 điểm.
| Team | Members          |
| Team | Name             |
| ---- | ---------------- |
| 1    | Choi Yujin       |
| 1    | Kawaguchi Yurina |
| 1    | Thẩm Tiểu Đình   |
| 1    | Kang Yeseo       |
| 1    | Sakamoto Mashiro |
| 1    | Kim Dayeon       |
| 1    | Ezaki Hikaru     |
| 1    | Kim Chaehyun     |
| 1    | Tô Nhuế Kỳ       |
| 2    | Thái Băng        |
| 2    | Phù Nhã Ngưng    |
| 2    | Hoàng Tinh Kiều  |
| 2    | Kishida Ririka   |
| 2    | May              |
| 2    | Nonaka Shana     |
| 2    | Kim Suyeon       |
| 2    | Huening Bahiyyih |
| 2    | Kamimoto Kotone  |
| 3    | Văn Triết        |
| 3    | Ikema Ruan       |
| 3    | Trần Hân Uy      |
| 3    | Guinn Myah       |
| 3    | Nagai Manami     |
| 3    | Kim Bora         |
| 3    | Châu Tâm Ngữ     |
| 3    | Seo Youngeun     |

### Nhiệm vụ kết thúc (Tập 12)
Phân loại màu:
- Đội trưởng
- Đoạn kết
- Thí sinh được ra mắt với Kep1er

Nhiệm vụ hoàn thành đã được công bố ở cuối Tập 11. Mười tám thí sinh còn lại sẽ tạo thành hai đội chín.  Một trong các tiết mục sẽ bao gồm hai đội biểu diễn cùng nhau, và một trong hai đội sẽ có được phần kết.
| Màn trình diễn | Màn trình diễn                  | Màn trình diễn | Thí sinh     | Thí sinh         |
| Tên bài hát    | Nhà sản xuất                    | Đội            | Vị trí       | Tên              |
| -------------- | ------------------------------- | -------------- | ------------ | ---------------- |
| "Shine"        | - Lời & Nhạc: TBA - Vũ đạo: TBA | Đội 1          | Killing Part | Thẩm Tiểu Đình   |
| "Shine"        | - Lời & Nhạc: TBA - Vũ đạo: TBA | Đội 1          | Vocal 1      | Choi Yujin       |
| "Shine"        | - Lời & Nhạc: TBA - Vũ đạo: TBA | Đội 1          | Vocal 2      | Kawaguchi Yurina |
| "Shine"        | - Lời & Nhạc: TBA - Vũ đạo: TBA | Đội 1          | Vocal 3      | Phù Nhã Ngưng    |
| "Shine"        | - Lời & Nhạc: TBA - Vũ đạo: TBA | Đội 1          | Vocal 4      | Kang Yeseo       |
| "Shine"        | - Lời & Nhạc: TBA - Vũ đạo: TBA | Đội 1          | Vocal 5      | Hoàng Tinh Kiều  |
| "Shine"        | - Lời & Nhạc: TBA - Vũ đạo: TBA | Đội 1          | Vocal 6      | Huening Bahiyyih |
| "Shine"        | - Lời & Nhạc: TBA - Vũ đạo: TBA | Đội 1          | Vocal 7      | Kim Suyeon       |
| "Shine"        | - Lời & Nhạc: TBA - Vũ đạo: TBA | Đội 1          | Vocal 8      | Sakamoto Mashiro |
| "Shine"        | - Lời & Nhạc: TBA - Vũ đạo: TBA | Đội 2          | Killing Part | Kim Dayeon       |
| "Shine"        | - Lời & Nhạc: TBA - Vũ đạo: TBA | Đội 2          | Vocal 1      | Kim Bora         |
| "Shine"        | - Lời & Nhạc: TBA - Vũ đạo: TBA | Đội 2          | Vocal 2      | Seo Youngeun     |
| "Shine"        | - Lời & Nhạc: TBA - Vũ đạo: TBA | Đội 2          | Vocal 3      | Nonaka Shana     |
| "Shine"        | - Lời & Nhạc: TBA - Vũ đạo: TBA | Đội 2          | Vocal 4      | Kim Chaehyun     |
| "Shine"        | - Lời & Nhạc: TBA - Vũ đạo: TBA | Đội 2          | Vocal 5      | Ezaki Hikaru     |
| "Shine"        | - Lời & Nhạc: TBA - Vũ đạo: TBA | Đội 2          | Vocal 6      | Guinn Myah       |
| "Shine"        | - Lời & Nhạc: TBA - Vũ đạo: TBA | Đội 2          | Vocal 7      | Tô Nhuế Kỳ       |
| "Shine"        | - Lời & Nhạc: TBA - Vũ đạo: TBA | Đội 2          | Vocal 8      | Văn Triết        |

## Sự nghiệp sau chương trình
- Một số thí sinh trở về nhóm ban đầu của họ:
  - Mã Ngọc Linh (C24) và Vương Thu Như (C32) trở về SNH48.
  - Lương Kiều (Đại Kiều) (C10) và Lương Kiều (Tiểu Kiều) (C20) trở về GNZ48.
  - Sim Seungeun (K21) trở về Bvndit.
  - Lee Rayeon (K23), Chiayi (C16) và Kim Doah (K10) trở về Fanatics.
  - Huh Jiwon (K16), May (J08) và Kim Bora (K09) trở về Cherry Bullet.
- Một số thực tập sinh rời công ty / gia nhập công ty mới:
  - Trương Cạnh (C23) rời Yuehua Entertainment và ký hợp đồng với FC ENM.
  - Lee Yunji (K26) rời Cube Entertainment và ký hợp đồng với FC ENM.
- Một số thực tập sinh ra mắt với nhóm nhạc mới:
  - Kim Suyeon (K07) ra mắt với nhóm nhạc nữ mới của Mystic Story, Billlie với nghệ danh Sheon.